# Nürnberg Hauptbahnhof
Nürnberg Hauptbahnhof (kurz: Nürnberg Hbf, laut Betriebsstellenverzeichnis: NN) ist der wichtigste Bahnhof der Stadt Nürnberg und steht mit täglich über 210.000 Reisenden auf Platz neun der meistfrequentierten Fernbahnhöfe der Deutschen Bahn. Er gehört zu den 21 Bahnhöfen der höchsten Preisklasse 1 von DB InfraGO.
Der größte Bahnhof Frankens gehört mit seinen 22 Bahnsteiggleisen zu den größten Durchgangsbahnhöfen der Welt und ist in Europa der mit den meisten Gleisen. Hier halten täglich über 800 Züge des Personenfern- und Regionalverkehrs. Daneben ist er eine zentrale Drehscheibe im Verkehrsverbund Großraum Nürnberg (VGN).
Am Bahnhof liegen die unterirdischen, gleichnamigen U-Bahnhöfe der Verkehrs-Aktiengesellschaft Nürnberg (VAG). Vor dem Bahnhof kann auch zum innerstädtischen VAG-Verkehr in Busse oder die Straßenbahn umgestiegen werden.

## Lage

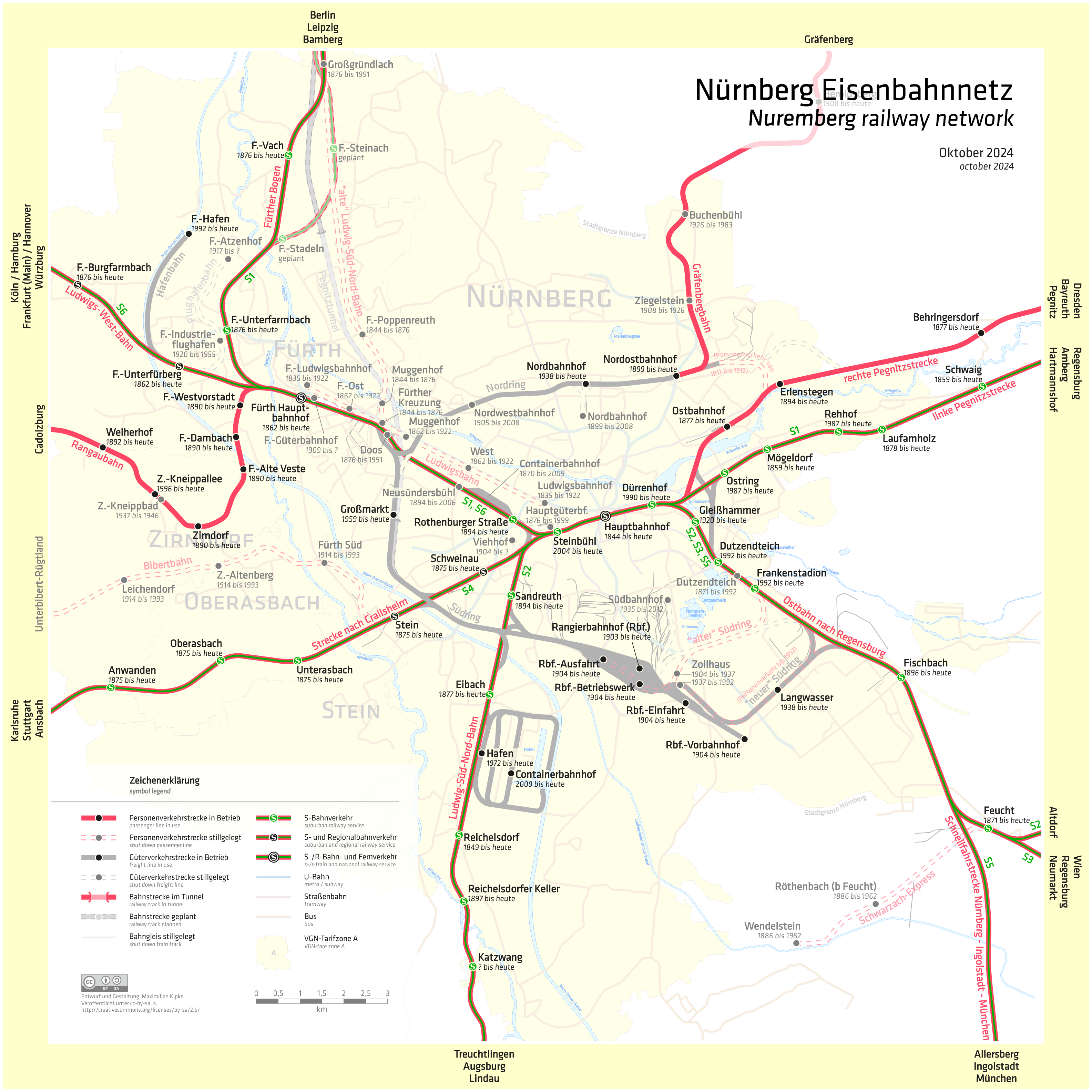
Der Bahnknoten Nürnberg

### Im Streckennetz
Der Hauptbahnhof Nürnberg ist ein wichtiger Knotenpunkt im süddeutschen Bahnnetz, hier treffen sich zahlreiche Bahnlinien aus allen Himmelsrichtungen. Wenige Kilometer entfernt beginnt außerdem die im Sommer 2006 eröffnete Schnellfahrstrecke Nürnberg–Ingolstadt, die Reisezeiten auf zahlreichen Verbindungen verkürzte. Ebenso ist der Hauptbahnhof Ausgangspunkt der Aus- und Neubaustrecke Nürnberg–Leipzig, die weitgehend im Dezember 2017 in Betrieb genommen wurde.
Bereits westlich des Hauptbahnhofs der Nachbarstadt Fürth vereinigen sich die Bahnstrecken Fürth–Würzburg und von Bamberg, die dann weiter in Richtung Nürnberg verlaufen. Im Westen Nürnbergs kommen dann die Bahnstrecken von Crailsheim, von Roth und von Treuchtlingen hinzu. Die vier Strecken münden dann gemeinsam von Westen in den Hauptbahnhof.
Im Südosten Nürnbergs treffen sich die Bahnstrecke aus Regensburg und die Schnellfahrstrecke aus München. Im östlichen Vorfeld des Bahnhofs vereinigen sie sich mit den Strecken aus Cheb, aus Schwandorf und aus Feucht. Zusammen münden sie von Osten her in den Bahnhof.

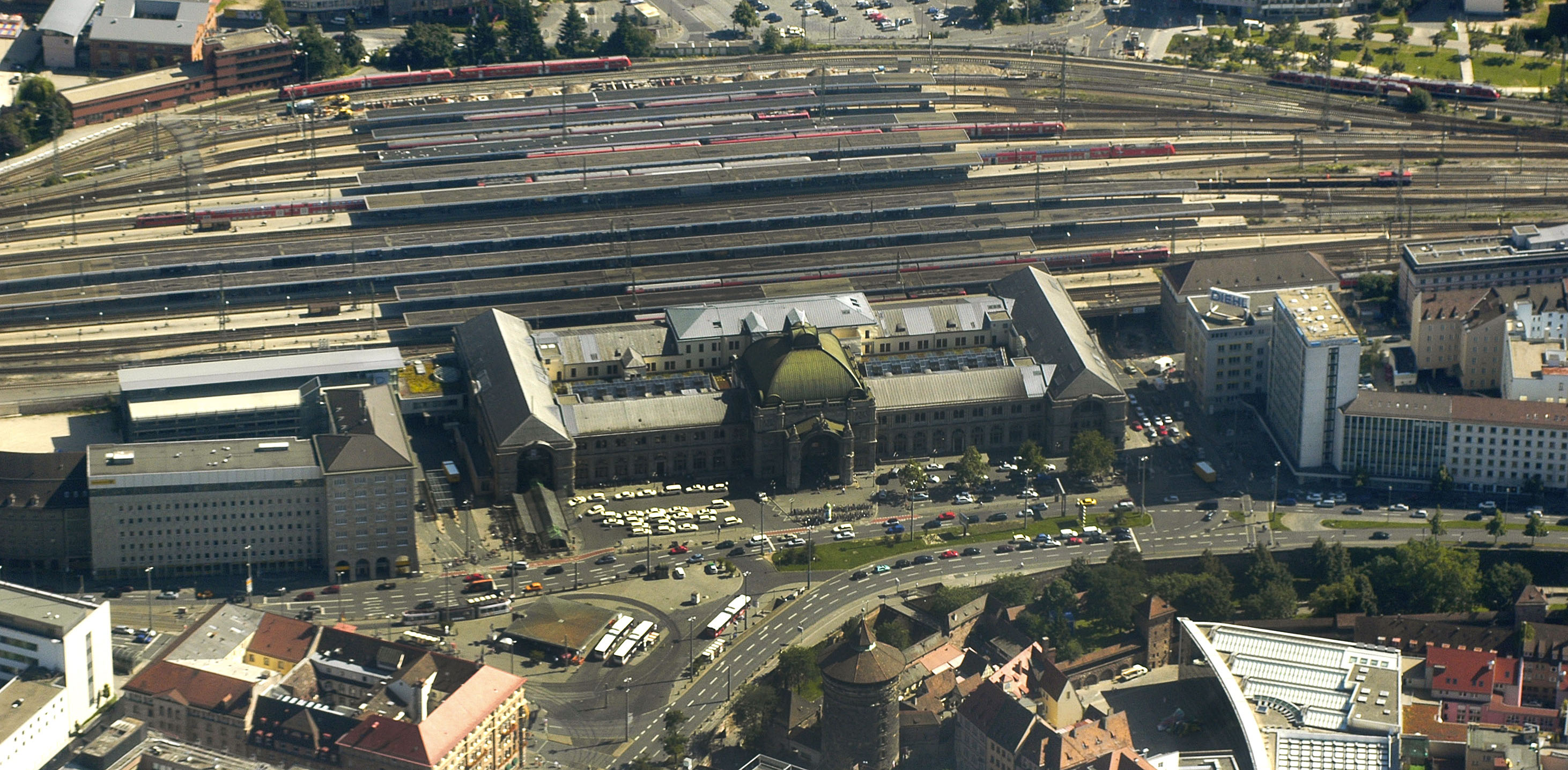
Luftbild des Bahnhofs 2009 mit dem mittlerweile abgerissenen Kopfbau der ehemaligen Hauptpost

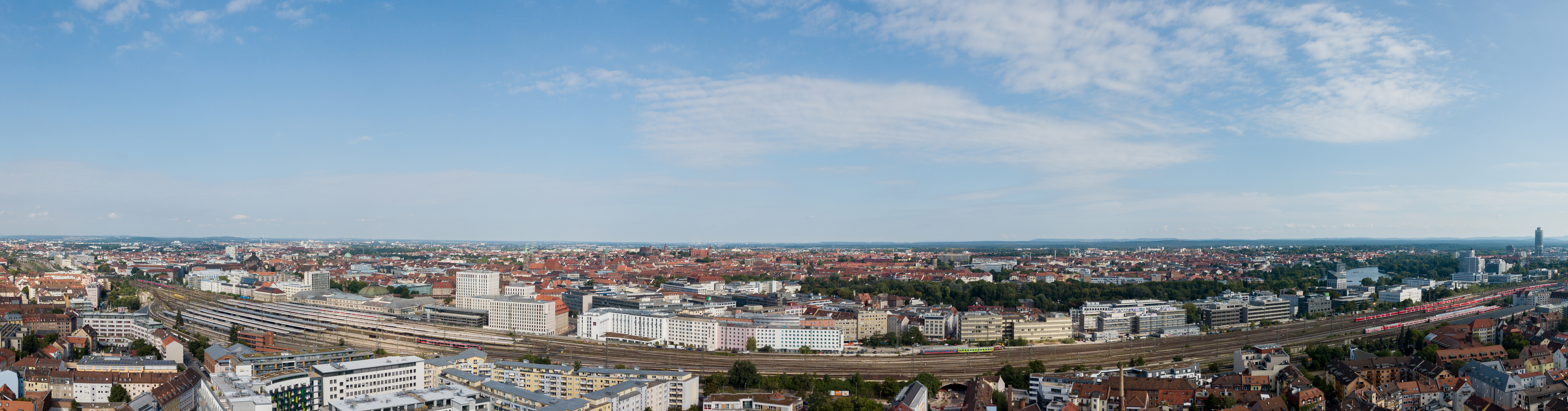
Panorama/Luftbild des Bahnhofs 2022 Südansicht

### Im Stadtgebiet
Der Hauptbahnhof befindet sich am Südostrand der Altstadt im Stadtteil Tafelhof direkt gegenüber dem Königstor an der Kreuzung Marientorgraben/Frauentorgraben/Bahnhofstraße. Dazwischen befindet sich der Bahnhofsplatz mit zwei Straßenbahnhaltepunkten, einer Wendeschleife und zwei Bushaltepunkten. Im Zuge von Umgestaltungsmaßnahmen im Jahr 2017 wurde wieder eine ebenerdige Fußgängerverbindung vom Hauptausgang des Empfangsgebäudes über die Straßenbahn- und Bushaltestellen zum Handwerkerhof eingerichtet.

## Verkehrsanbindung

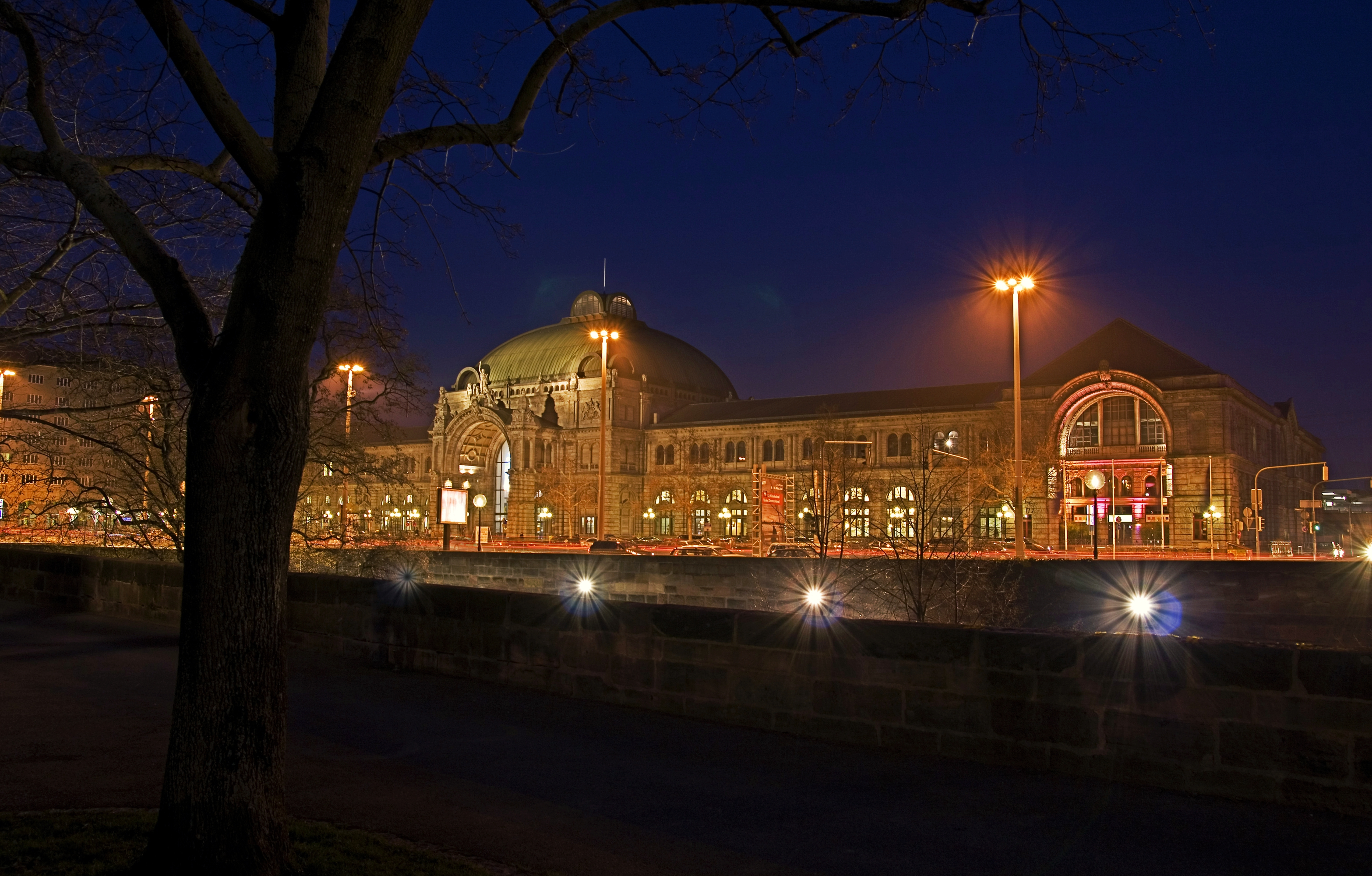
Der Nürnberger Hauptbahnhof in der Nacht

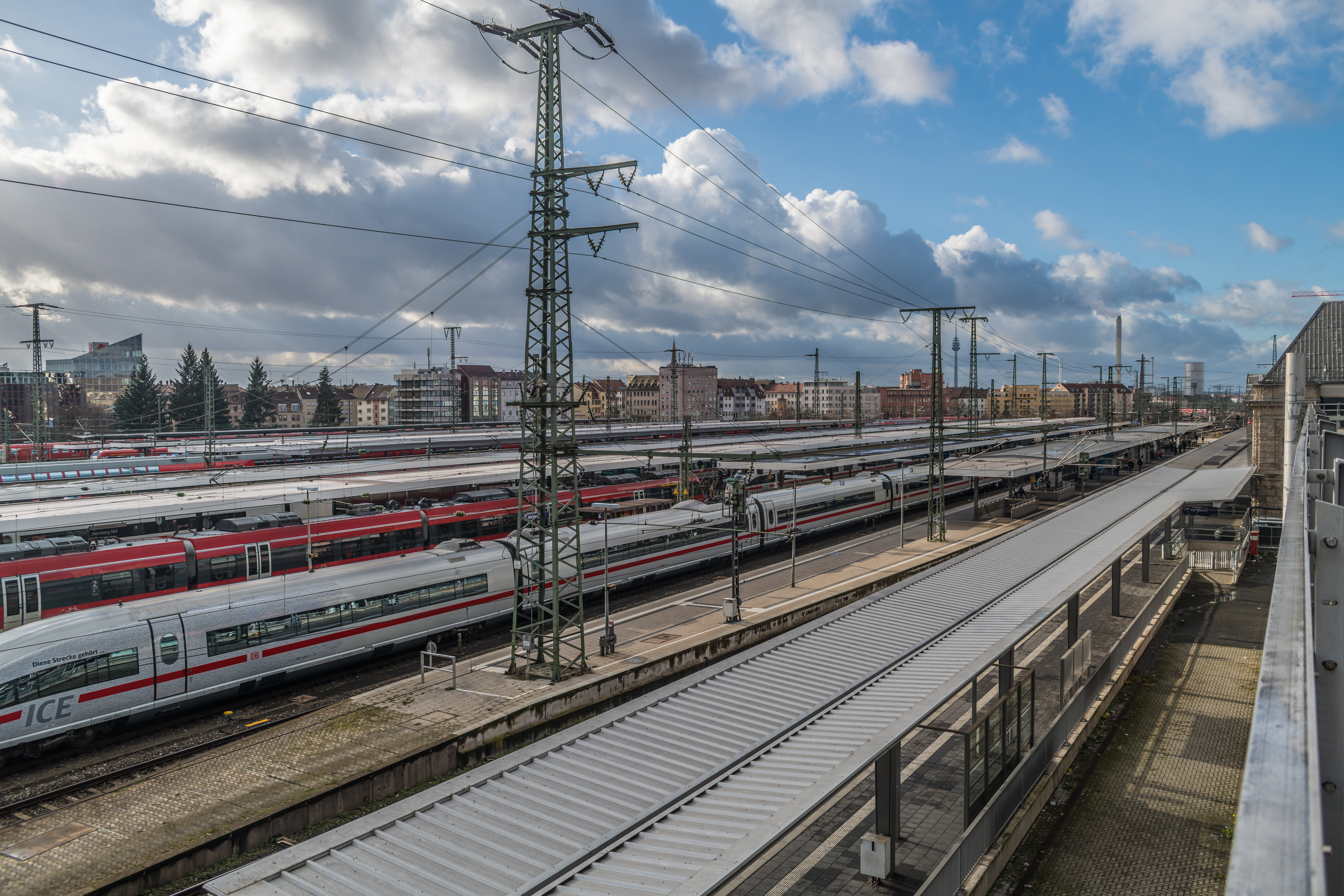
Blick über die Bahnsteige

Im Zuge des Verkehrsprojekts Deutsche Einheit Nr. 8 wurde in Nürnberg ein Knoten des Integralen Taktfahrplans zur Symmetrieminute 0 eingerichtet.

### Fernverkehr

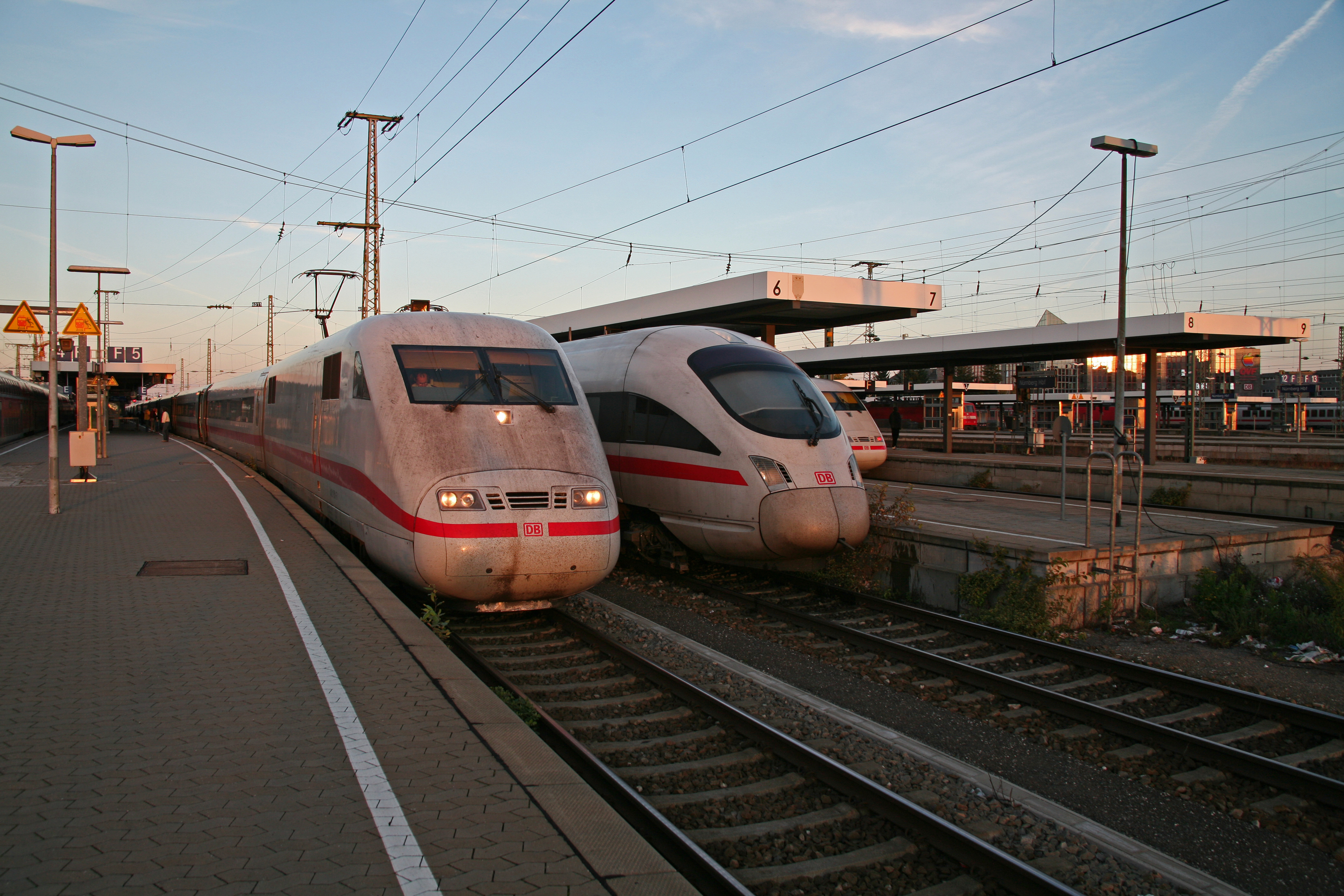
ICE-Züge an den Fernverkehrsgleisen

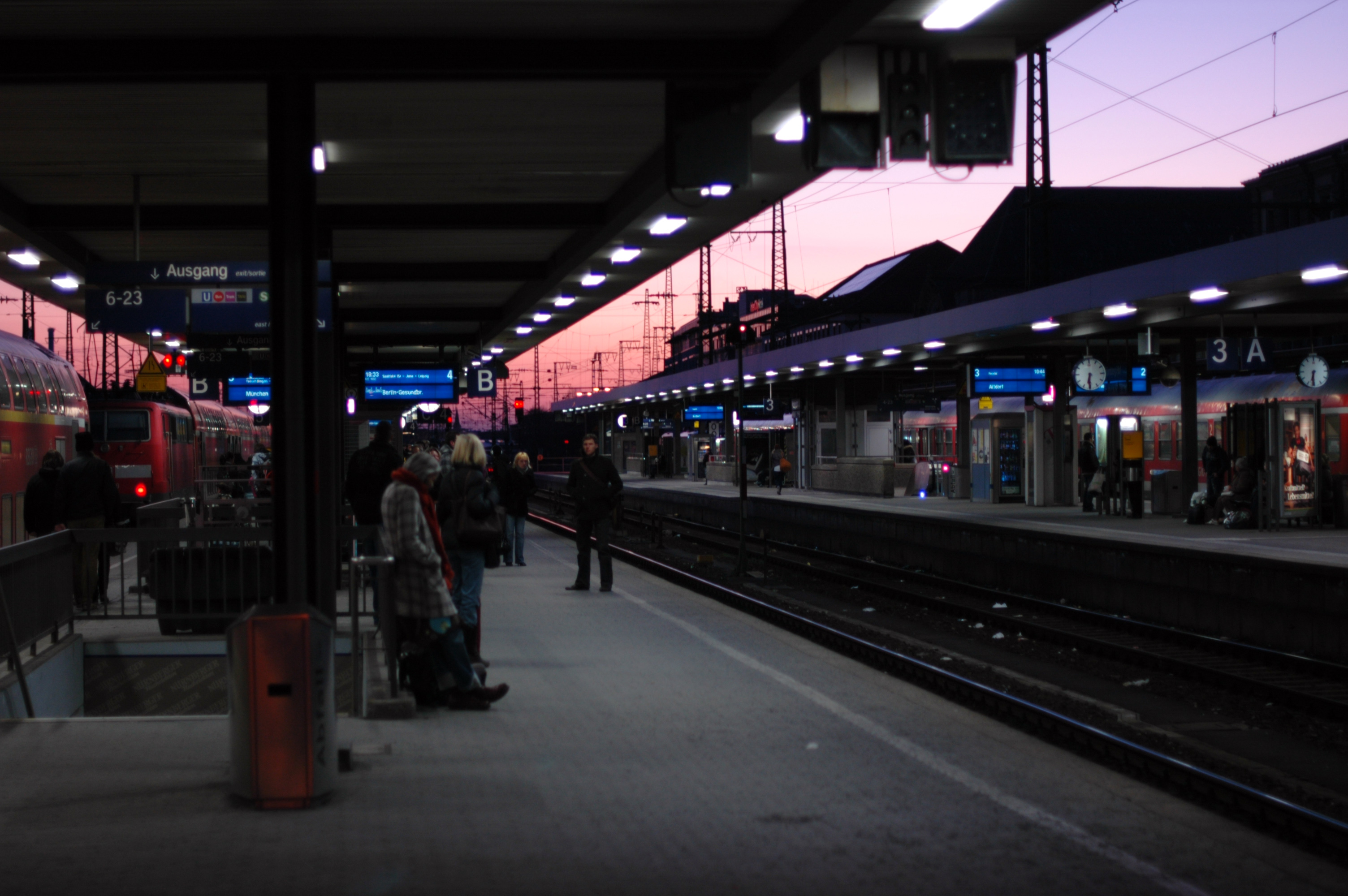
Regional- und Fernverkehrsbahnsteig

Der Hauptbahnhof liegt am Schnittpunkt der Intercity-Express-Linien 2, 18, 25, 28, 29, 41, 91 sowie der Intercity-Linie 61 und ist der einzige Fernverkehrsbahnhof in Nürnberg. Diese Linien bedienen Nürnberg größtenteils im Stundentakt, wobei teilweise durch Linienüberlagerungen auch dichtere Taktfrequenzen entstehen. Fast alle von München nach Norden führenden Fernverbindungen laufen heute gebündelt über die Schnellfahrstrecke nach Nürnberg und teilen sich erst hier auf. So entsteht auch im Fernverkehr ein dichter Takt zwischen den beiden Städten. Mit Fertigstellung der Schnellfahrstrecke zwischen Nürnberg und Leipzig wurde auch diese Relation und damit die Verbindung nach Berlin erheblich beschleunigt. Fernzüge bieten außerdem direkte Verbindungen ins Rhein-Main- sowie ins Ruhrgebiet, außerdem nach Stuttgart, Karlsruhe, Rostock, Bremen, Hamburg sowie nach Passau und Wien.
Seit Dezember 2023 führt eine Intercity-Linie Karlsruhe–Stuttgart–Leipzig über Nürnberg.
Im Sommerfahrplan 1939 verkehrten 91 Fernzüge pro Tag über Nürnberg Hauptbahnhof.
| Linie  | Fahrtverlauf | Takt                                                                       | Fahrzeuge im Regelbetrieb  |
| ------ | --- | -------------------------------------------------------------------------- | -------------------------- |
| ICE 2  | Düsseldorf Hbf – Köln Messe/Deutz – Frankfurt Flughafen – Nürnberg Hbf – München Hbf | Zwei Zugpaare täglich                                                      | ICE 3 (Sprinter)           |
| ICE 8  | München Hbf – Nürnberg Hbf – Erfurt Hbf – Halle (Saale) Hbf – Berlin Südkreuz – Berlin Hbf | Zweistundentakt                                                            | ICE 3 (Sprinter)           |
| ICE 18 | München Hbf (– München-Pasing – Augsburg Hbf – Donauwörth) – Nürnberg Hbf – Bamberg – Erfurt Hbf – Halle (Saale) Hbf – Bitterfeld – Berlin Südkreuz – Berlin Hbf – Berlin-Spandau – Hamburg Hbf – Hamburg Dammtor – Hamburg-Altona | Zweistundentakt                                                            | ICE 1, ICE T, ICE 4        |
| ICE 25 | München Hbf – Ingolstadt Hbf – Nürnberg Hbf – Würzburg Hbf – Fulda – Kassel-Wilhelmshöhe – Göttingen – Hannover Hbf – Bremen Hbf / – Hamburg-Harburg – Hamburg Hbf – Hamburg Dammtor – Hamburg-Altona | Stundentakt                                                                | ICE 1, ICE 2, ICE T, ICE 4 |
| ICE 28 | München Hbf – Nürnberg Hbf – Erlangen – Bamberg (– Coburg) – Erfurt Hbf – Leipzig Hbf – Lutherstadt Wittenberg – Berlin Südkreuz – Berlin Hbf – Berlin-Spandau – Hamburg Hbf – Hamburg Dammtor – Hamburg-Altona (einmal am Tag ab Berlin Hbf Richtung Ostseebad Binz: Berlin Gesundbrunnen – Eberswalde – Angermünde – Prenzlau – Pasewalk – Anklam – Züssow – Greifswald – Stralsund Hbf – Bergen auf Rügen – Ostseebad Binz)                                                               | Zweistundentakt                                                            | ICE 4, ICE T               |
| ICE 29 | München Hbf – Nürnberg Hbf – Berlin Südkreuz – Berlin Hbf – Berlin-Spandau – Hamburg Hbf – Hamburg-Altona | Zweistundentakt mit zwei Taktlücken                                        | ICE 3 (Sprinter)           |
| ICE 41 | München Hbf – Nürnberg Hbf – Würzburg Hbf – Aschaffenburg Hbf – Frankfurt (Main) Hbf – Frankfurt Flughafen Fernbahnhof – Köln Messe/Deutz – Düsseldorf Hbf – Duisburg Hbf – Essen Hbf – Bochum Hbf – Dortmund Hbf | Stundentakt                                                                | ICE 3                      |
| ICE 91 | Wien Hbf – Wien Meidling – St. Pölten Hbf – Linz Hbf – Passau Hbf – Plattling – Regensburg Hbf – Nürnberg Hbf – Würzburg Hbf – Hanau Hbf – Frankfurt (Main) Hbf – Frankfurt Flughafen Fernbahnhof – Mainz Hbf – Koblenz Hbf – Bonn Hbf – Köln Hbf – Solingen Hbf – Wuppertal Hbf – Hagen Hbf – Dortmund Hbf | Zweistundentakt                                                            | ICE T                      |
| IC 17  | Wien Hbf – Wien Meidling – St. Pölten Hbf – Linz Hbf – Wels Hbf – Schärding – Passau Hbf – Plattling – Straubing – Regensburg Hbf – Nürnberg Hbf – Fürth (Bay) Hbf – Erlangen – Bamberg – Lichtenfels – Saalfeld (Saale) – Jena-Göschwitz – Jena Paradies – Naumburg (Saale) Hbf – Halle (Saale) Hbf – Leipzig Hbf – Bitterfeld – Lutherstadt Wittenberg – Berlin Südkreuz – Berlin Hbf – Berlin Gesundbrunnen – Oranienburg – Neustrelitz Hbf – Waren (Müritz) – Rostock Hbf (– Warnemünde) | ein Zugpaar täglich                                                        | Stadler KISS               |
| IC 61  | Leipzig Hbf – Weißenfels – Naumburg (Saale) Hbf – Jena Paradies – Jena-Göschwitz – Rudolstadt – Saalfeld (Saale) – Ludwigsstadt – Kronach – Lichtenfels – Bamberg – Erlangen – Nürnberg Hbf – Ansbach – Crailsheim – Ellwangen – Aalen Hbf – Schwäbisch Gmünd – Stuttgart Hbf – Vaihingen (Enz) – Pforzheim Hbf – Mühlacker – Karlsruhe Hbf | Zweistundentakt (Nürnberg – Karlsruhe), fünf Zugpaare (Leipzig – Nürnberg) | Intercity 2                |

#### Nachtzüge
Die im Hauptbahnhof haltenden Nachtzüge verkehren als ÖBB Nightjet auf den Strecken Wien – Hannover – Hamburg, Wien – Köln – Amsterdam, Wien – Köln – Brüssel, Innsbruck – Hannover – Hamburg, Innsbruck – Köln – Düsseldorf sowie Innsbruck – Köln – Brüssel.
Stand Fahrplan 2021/2022 verkehren über Nürnberg Hauptbahnhof folgende Züge:
| Zugnummer   | Fahrtverlauf                                                                    | Frequenz | Betreiber           |
| ----------- | ------------------------------------------------------------------------------- | -------- | ------------------- |
| 420/421     | Innsbruck – München – Nürnberg – Frankfurt/Main – Köln – Düsseldorf – Amsterdam | täglich  | ÖBB-Personenverkehr |
| 40490/40421 | Wien – Linz – Nürnberg – Frankfurt/Main – Köln – Düsseldorf – Amsterdam         | täglich  | ÖBB-Personenverkehr |
| 40420/40491 | Innsbruck – München – Nürnberg – Hannover – Hamburg                             | täglich  | ÖBB-Personenverkehr |
| 490/491     | Wien – Linz – Nürnberg – Hannover – Hamburg                                     | täglich  | ÖBB-Personenverkehr |
| 424/425     | Innsbruck – München – Nürnberg – Frankfurt/Main – Köln – Brüssel                | täglich  | ÖBB-Personenverkehr |
| 50425/50490 | Wien – Linz – Nürnberg – Frankfurt/Main – Köln – Brüssel                        | täglich  | ÖBB-Personenverkehr |

Die Zugnummern der Züge in Richtung Norden enden auf 0, 2 bzw. 4, die in Richtung Süden auf 1 bzw. 5.
Die Zugpaare von Wien bzw. Innsbruck nach Hamburg bzw. Amsterdam/Brüssel verkehren gemeinsam. In Nürnberg werden die Kurswagen getauscht. Dasselbe gilt für die Zugpaare in der Gegenrichtung.
Am 11. Mai 2021 gab Flixtrain bekannt, dass Nürnberg ins Netz aufgenommen und regelmäßig bedient wird. Zuerst startete die FLX 35 auf der Relation Hamburg – Berlin – Leipzig. Seit dem 17. Juni 2021 war ein Zugpaar der FLX 35N nachts zwischen Leipzig, Jena, Nürnberg und München unterwegs. Dieser Zug wurde in Leipzig auf die FLX 35 durchgebunden, sodass Tickets für den gesamten Laufweg Hamburg – Leipzig – München erworben werden und die Fahrgäste in Leipzig im Zug verbleiben konnten. Zum Einsatz kamen normale Großraumwagen, die auch auf den sonstigen Tagesverbindungen eingesetzt werden. Diese Weiterleitung wird im Winterfahrplan 21/22 auf der Unternehmensseite nicht mehr aufgeführt und wurde somit zum Dezemberfahrplanwechsel 2021 eingestellt.
| Linie   | Strecke | Frequenz             | Betreiber | Betriebsstart | Betriebsende     |
| ------- | --- | -------------------- | --------- | ------------- | ---------------- |
| FLX 35N | (Hamburg – Berlin-Spandau – Berlin – Berlin Südkreuz –) Leipzig – Naumburg (Saale) – Jena Paradies – Saalfeld – Bamberg – Erlangen – Nürnberg – Augsburg – München-Pasing – München | 1 Zugpaar, 4× /Woche | IGE       | 17. Juni 2021 | 9. Dezember 2021 |

### Regional- und Schnellbahnverkehr

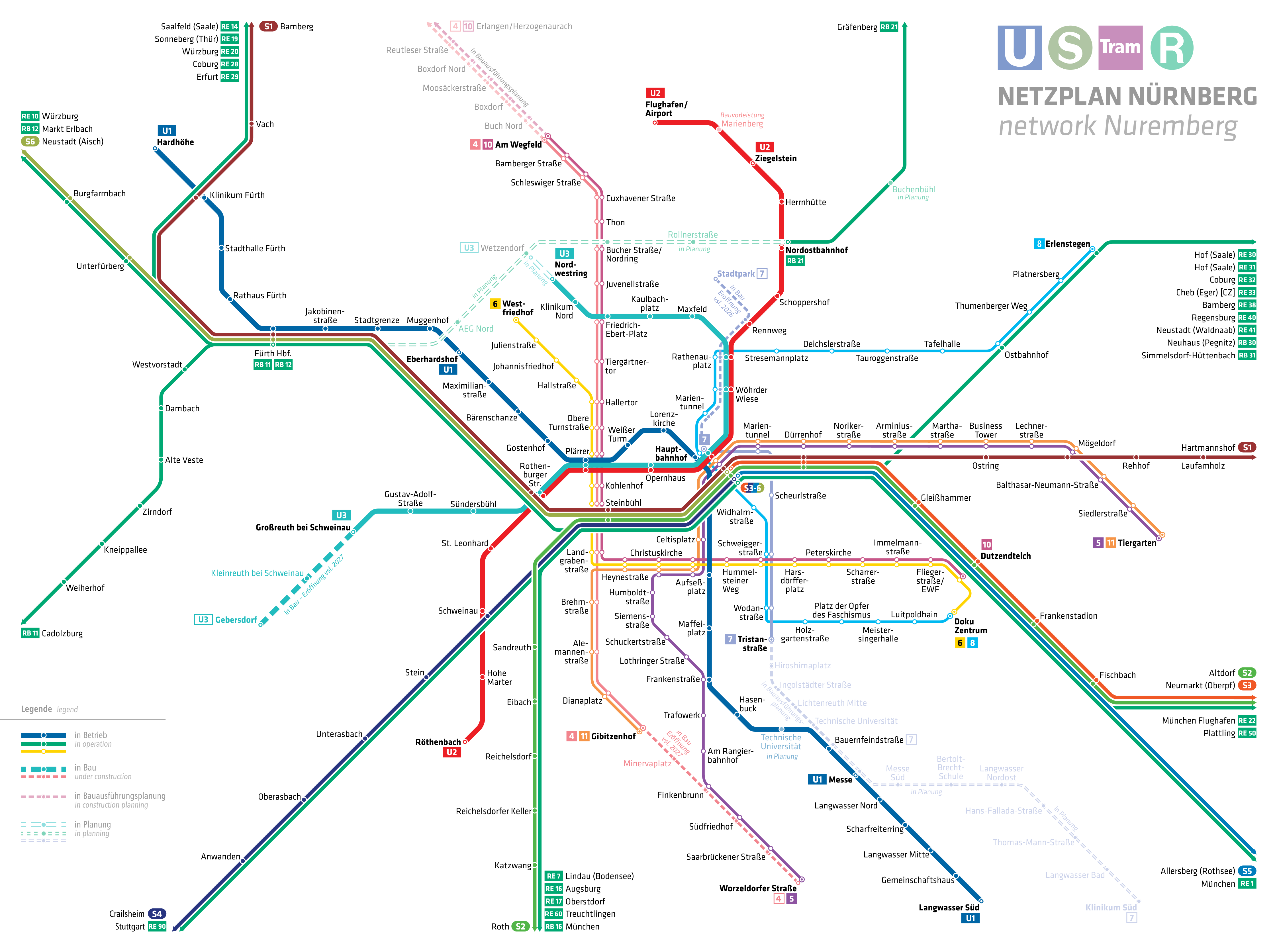
U-Bahn-, S-Bahn-, Regionalbahn- sowie Straßenbahnverbindungen ab Nürnberg Hauptbahnhof

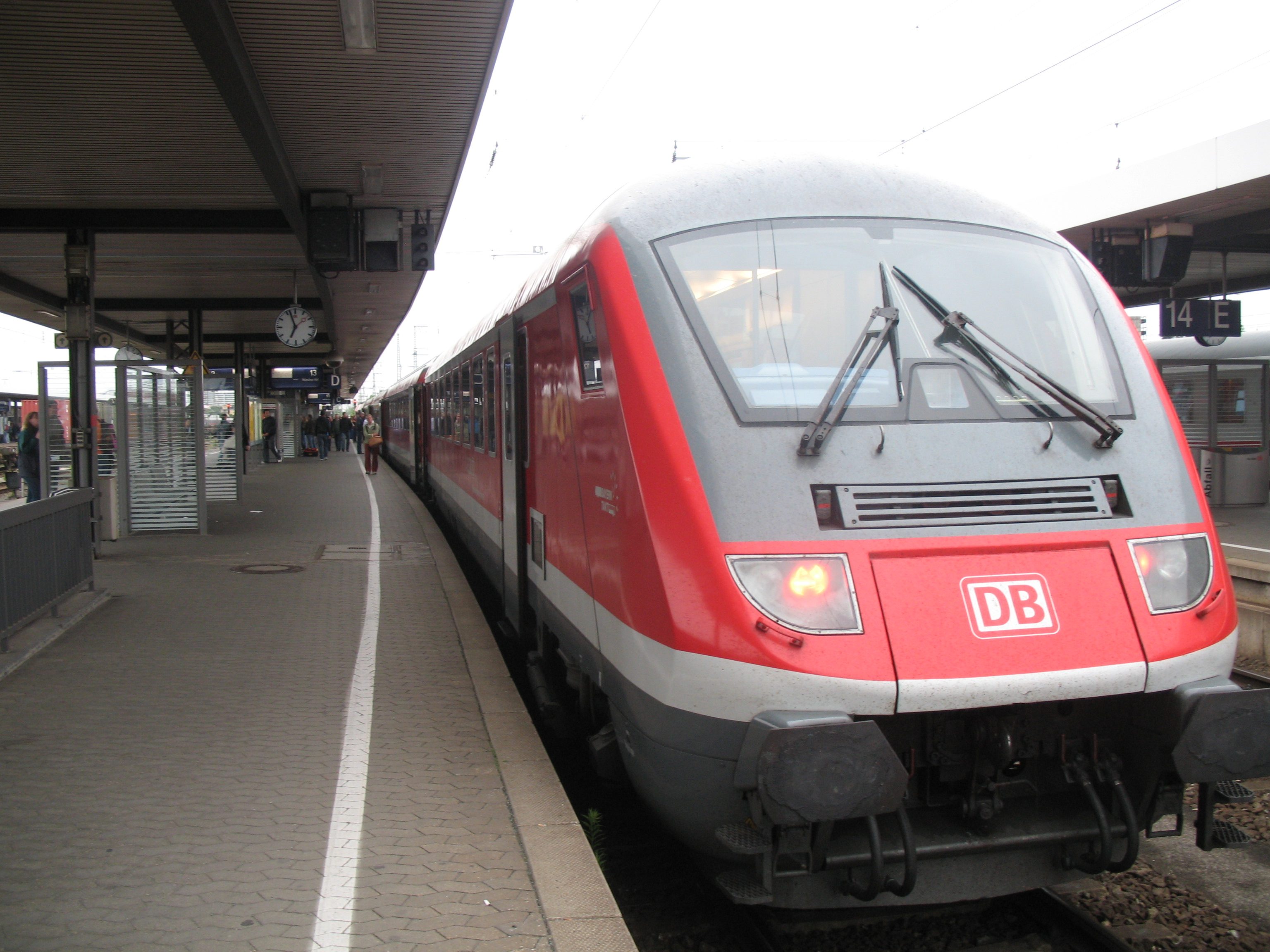
Ehemaliger Zug des München-Nürnberg-Express

Nahverkehrsverbindungen mit Regional-Express-Zügen und Regionalbahnen führen vor allem ins Nürnberger Umland (Simmelsdorf-Hüttenbach, Neuhaus an der Pegnitz und Neustadt an der Aisch), aber auch in weite Teile Bayerns (Bayreuth, Hof, Neustadt an der Waldnaab, Schwandorf, Regensburg, München, Augsburg und Würzburg) sowie nach Stuttgart in Baden-Württemberg, Erfurt, Sonneberg und Saalfeld in Thüringen und Cheb in der Tschechischen Republik. Fast alle Strecken werden in festen Taktraten, meist im Stundentakt bedient, dichtere Taktfolgen werden vor allem zu Stoßzeiten angeboten.
Folgende Regionalverkehrslinien fahren ab Nürnberg Hbf:
| Linie                    | Fahrtverlauf | Takt                                                     | Fahrzeuge im Regelbetrieb                    | Betreiber Netz                          | Bemerkungen                                                             |
| ------------------------ | --- | -------------------------------------------------------- | -------------------------------------------- | --------------------------------------- | ----------------------------------------------------------------------- |
| RE1                      | Nürnberg Hbf – Allersberg (Rothsee) – Ingolstadt Hbf – Petershausen (Oberbay) – München Hbf                                      | Stundentakt, alle zwei Stunden mit Umstieg in Ingolstadt | 102 + Škoda Wendezug-Garnitur 101 + IC-Wagen | DB Regio München-Nürnberg-Express       | über Schnellfahrstrecke Nürnberg–Ingolstadt                             |
| RE7                      | (Nürnberg Hbf – Treuchtlingen –) Augsburg Hbf – Buchloe – Kempten (Allgäu) Hbf – Immenstadt – Lindau-Reutin                      | zwei Zugpaare                                            | 612                                          | DB Regio Allgäu-Franken-Express         | gemeinsam mit RE 17 bis Immenstadt                                      |
| RE10                     | Nürnberg Hbf – Fürth (Bay) Hbf – Neustadt (Aisch) Bf – Kitzingen – Würzburg Hbf                                                  | Stundentakt                                              | 440                                          | DB Regio Mainfrankenbahn                |                                                                         |
| RB11                     | (Nürnberg Hbf –) Fürth (Bay) Hbf – Zirndorf – Cadolzburg                                                                         | ein Zugpaar (Mo–Fr)                                      | 622, 648                                     | DB Regio Mittelfrankenbahn              |                                                                         |
| RB12                     | (Nürnberg Hbf –) Fürth (Bay) Hbf – Siegelsdorf – Markt Erlbach                                                                   | einzelne Züge                                            | 622, 648                                     | DB Regio Mittelfrankenbahn              |                                                                         |
| RE14                     | Nürnberg Hbf – Fürth (Bay) Hbf – Erlangen – Bamberg – Lichtenfels – Kronach – Saalfeld (Saale)                                   | Stundentakt                                              | 1462                                         | DB Regio Franken-Thüringen-Express      | gemeinsam mit RE 20 bis Bamberg oder RE 28 bis Lichtenfels              |
| RE16                     | Nürnberg Hbf – Roth – Treuchtlingen – Donauwörth – Augsburg Hbf                                                                  | Zweistundentakt                                          | 445                                          | DB Regio München-Nürnberg-Express       | Stundentakt mit RB 16 bis Treuchtlingen                                 |
| RB16                     | Nürnberg Hbf – Roth – Treuchtlingen – Ingolstadt Hbf – Pfaffenhofen (Ilm) – Petershausen (Oberbay) – Dachau Bf – München Hbf     | Zweistundentakt                                          | 445                                          | DB Regio München-Nürnberg-Express       | Stundentakt mit RE 16 bis Treuchtlingen                                 |
| RE17                     | (Nürnberg Hbf – Treuchtlingen –) Augsburg Hbf – Buchloe – Kempten (Allgäu) Hbf – Immenstadt – Oberstdorf                         | zwei Zugpaare                                            | 612                                          | DB Regio Allgäu-Franken-Express         | gemeinsam mit RE 7 bis Immenstadt                                       |
| RE19                     | Nürnberg Hbf – Fürth (Bay) Hbf – Erlangen – Bamberg – Coburg – Sonneberg (Thür) Hbf                                              | Zweistundentakt                                          | 4462                                         | DB Regio Franken-Thüringen-Express      | zwischen Bamberg und Coburg über Schnellfahrstrecke Nürnberg–Erfurt     |
| RE20                     | Nürnberg Hbf – Fürth (Bay) Hbf – Erlangen – Bamberg – Schweinfurt Hbf – Würzburg Hbf                                             | Zweistundentakt                                          | 1462                                         | DB Regio Franken-Thüringen-Express      | gemeinsam mit RE 14 bis Bamberg                                         |
| RE22                     | Nürnberg Hbf – Neumarkt (Oberpf) – Regensburg Hbf – Landshut (Bay) Hbf – Freising – München Flughafen                            | Zweistundentakt                                          | 463                                          | Agilis Eisenbahngesellschaft            | Stundentakt durch Überlagerung mit RE 50 bis Regensburg                 |
| RE 28                    | Nürnberg Hbf – Fürth (Bay) Hbf – Erlangen – Bamberg – Lichtenfels – Sonneberg (Thür) Hbf                                         | Zweistundentakt                                          | 1462                                         | DB Regio Franken-Thüringen-Express      | gemeinsam mit RE 14 bis Lichtenfels                                     |
| RE 29                    | Nürnberg Hbf – Fürth (Bay) Hbf – Erlangen – Bamberg – Coburg – Erfurt                                                            | fünf Zugpaare                                            | 4462                                         | DB Regio Franken-Thüringen-Express      | zwischen Bamberg und Erfurt über Schnellfahrstrecke Nürnberg–Erfurt     |
| RE30                     | Nürnberg Hbf – Neuhaus (Pegnitz) – Pegnitz – Bayreuth Hbf – Hof Hbf                                                              | Stundentakt bis Bayreuth Zweistundentakt bis Hof         | 612                                          | DB Regio Neigetechniknetz Nordostbayern | gemeinsam mit RE 31 oder RE 33 bis Pegnitz                              |
| RB30                     | Nürnberg Hbf – Lauf (re Pegnitz) – Neunkirchen a Sand – Hersbruck (re Pegnitz) – Neuhaus (Pegnitz)                               | Stundentakt (+ HVZ-Verstärker)                           | 622, 648                                     | DB Regio Mittelfrankenbahn              |                                                                         |
| RE31                     | Nürnberg Hbf – Neuhaus (Pegnitz) – Pegnitz – Marktredwitz – Hof Hbf                                                              | Stundentakt                                              | 612                                          | DB Regio Neigetechniknetz Nordostbayern | gemeinsam mit RE 30 bis Pegnitz, Stundentakt mit RE 33 bis Marktredwitz |
| RB31                     | Nürnberg Hbf – Lauf (re Pegnitz) – Neunkirchen a Sand – Simmelsdorf-Hüttenbach                                                   | Stundentakt (Mo–Fr)                                      | 622, 648                                     | DB Regio Mittelfrankenbahn              |                                                                         |
| RE32                     | Nürnberg Hbf – Hersbruck (re Pegnitz) – Pegnitz – Bayreuth Hbf – Neuenmarkt-Wirsberg – Lichtenfels – Bamberg                     | Stundentakt                                              | 612                                          | DB Regio Neigetechniknetz Nordostbayern |                                                                         |
| RE33                     | Nürnberg Hbf – Neuhaus (Pegnitz) – Pegnitz – Marktredwitz – Cheb                                                                 | Zweistundentakt                                          | 612                                          | DB Regio Neigetechniknetz Nordostbayern | gemeinsam mit RE 30 bis Pegnitz, Stundentakt mit RE 31 bis Marktredwitz |
| RE40                     | Nürnberg Hbf – Hersbruck (re Pegnitz) – Hartmannshof – Neukirchen (b Sulzbach-Rosenberg) – Amberg – Schwandorf – Regensburg Hbf  | Stundentakt (+ HVZ-Verstärker)                           | 612                                          | DB Regio Neigetechniknetz Nordostbayern | gemeinsam mit RE 41 bis Neukirchen                                      |
| RE41                     | Nürnberg Hbf – Hersbruck (re Pegnitz) – Hartmannshof – Neukirchen (b Sulzbach-Rosenberg) – Weiden (Oberpf) – Neustadt (Waldnaab) | Stundentakt                                              | 612                                          | DB Regio Neigetechniknetz Nordostbayern | gemeinsam mit RE 40 bis Neukirchen                                      |
| RE47                     | Nürnberg Hbf – Hersbruck (re Pegnitz) – Hartmannshof – Neukirchen (b Sulzbach-Rosenberg) – Amberg – Schwandorf – Furth i Wald    | zwei Zugpaare                                            | 612                                          | DB Regio Neigetechniknetz Nordostbayern |                                                                         |
| RE50                     | Nürnberg Hbf – Neumarkt (Oberpf) – Regensburg Hbf – Plattling                                                                    | Zweistundentakt                                          | 463                                          | Agilis Eisenbahngesellschaft            | Stundentakt durch Überlagerung mit RE 22 bis Regensburg                 |
| RE60                     | Nürnberg Hbf – Roth – Treuchtlingen                                                                                              | Stundentakt (Mo–Fr)                                      | 445                                          | DB Regio München-Nürnberg-Express       |                                                                         |
| RE90                     | Nürnberg Hbf – Ansbach – Crailsheim – Schwäbisch Hall-Hessental – Stuttgart Hbf                                                  | Zweistundentakt                                          | 1428                                         | Arverio Baden-Württemberg               |                                                                         |
| Stand: 15. Dezember 2024 | |                                                          |                                              |                                         |                                                                         |

#### Schnellbahnverkehr
Die sechs Linien des S-Bahn-Netzes verbinden Nürnberg mit Bamberg und Neumarkt in der Oberpfalz (S1), Roth und Hartmannshof (S2), Altdorf bei Nürnberg (S3), Ansbach bzw. Dombühl (S4), Allersberg (S5) und Neustadt an der Aisch (S6). Die Linien S1, S2 und S3 benutzen die Gleise 1 bis 3 sowie das Gleis 30 in unmittelbarer Nähe des Bahnhofsgebäudes, was die Umsteigezeiten auch auf den innerörtlichen Nahverkehr erheblich verkürzt. Aus betrieblichen Gründen (Blockierung des westlichen Bahnhofsvorfeldes bei Fahrten von den vorderen Gleisen zur Ansbacher Ausfahrt) fahren die Züge der S4 von Gleis 22 ab. Die S5 fährt an den Gleisen 12 und 13. Mit der Einführung der S6 am 12. Dezember 2021 wurde die RB 10 ersetzt, die S6 fährt ebenfalls von den mittleren Gleisen ab.
Die Schnellbahnlinien bedienen folgendermaßen den Nürnberger Hauptbahnhof:
| Linie | Verlauf | Takt | Fahrzeugmaterial                    |
| ----- | --- | --- | ----------------------------------- |
| S1    | Bamberg – Strullendorf – Hirschaid – Buttenheim – Eggolsheim – Forchheim Nord – Forchheim (Oberfr) – Kersbach (Oberfranken) – Baiersdorf – Bubenreuth – Erlangen – Erlangen Paul-Gossen-Straße – Erlangen-Bruck – Eltersdorf – Vach – Fürth Klinikum – Fürth Hbf – Nürnberg Rothenburger Str. – Nürnberg-Steinbühl – Nürnberg Hbf – Feucht – Feucht Ost – Ochenbruck – Mimberg – Burgthann – Oberferrieden – Postbauer-Heng – Pölling – Neumarkt (Oberpf) Stand: Fahrplanwechsel Dezember 2023                                                                    | 60 min (Bamberg–Forchheim) 20/40 min (Forchheim–Neumarkt)                                                     | 1440.0 (Alstom Coradia Continental) |
| S2    | Roth – Büchenbach – Rednitzhembach – Schwabach – Schwabach-Limbach – Katzwang – Reichelsdorfer Keller – Nürnberg-Reichelsdorf – Nürnberg-Eibach – Nürnberg-Sandreuth – Nürnberg-Steinbühl – Nürnberg Hbf – Nürnberg-Dürrenhof – Nürnberg Ostring – Nürnberg-Mögeldorf – Nürnberg-Rehhof – Nürnberg-Laufamholz – Schwaig – Röthenbach (Pegnitz) – Röthenbach-Steinberg – Röthenbach-Seespitze – Lauf West – Lauf (links Pegnitz) – Ottensoos – Henfenfeld – Hersbruck (links Pegnitz) – Happurg – Pommelsbrunn – Hartmannshof Stand: Fahrplanwechsel Dezember 2023 | 20/40 min (Roth–Schwabach) 20 min (Schwabach–Lauf) 20/40 min (Lauf–Hersbruck) 60 min (Hersbruck–Hartmannshof) | 442 (Talent 2)                      |
| S3    | Nürnberg Hbf – Nürnberg-Dürrenhof – Nürnberg-Gleißhammer – Nürnberg-Dutzendteich – Nürnberg Frankenstadion – Fischbach (Nürnberg) – Feucht – Feucht-Moosbach – Winkelhaid – Ludersheim – Altdorf West – Altdorf Stand: Fahrplanwechsel Dezember 2023 | 20/40 min 20 min (HVZ und Nürnberg–Feucht montags–freitags tagsüber)                                          | 442 (Talent 2)                      |
| S4    | Nürnberg Hbf – Nürnberg-Schweinau – Nürnberg-Stein – Unterasbach – Oberasbach – Anwanden – Roßtal – Roßtal Wegbrücke – Raitersaich – Heilsbronn – Petersaurach Nord – Wicklesgreuth – Sachsen (b Ansbach) – Ansbach – Leutershausen-Wiedersbach – Dombühl – Schnelldorf – Crailsheim Stand: Fahrplanwechsel Dezember 2024 | 22/38 min 17/25 min (zur HVZ) 120 min (Ansbach–Crailsheim)                                                    | 442 (Talent 2)                      |
| S5    | Nürnberg Hbf – Allersberg (Rothsee) Stand: Fahrplanwechsel Dezember 2023 | 60 min (werktags)                                                                                             | 1440.0 (Alstom Coradia Continental) |
| S6    | Nürnberg Hbf – Fürth Hbf – Fürth-Unterfürberg – Fürth-Burgfarrnbach – Siegelsdorf – Puschendorf – Hagenbüchach – Emskirchen – Neustadt (Aisch) Mitte – Neustadt (Aisch) (← Markt Bibart) Stand: Fahrplanwechsel Dezember 2023 | 60 min zwei Züge im Frühverkehr (Markt Bibart→Neustadt)                                                       | 425                                 |

### Stadtverkehr

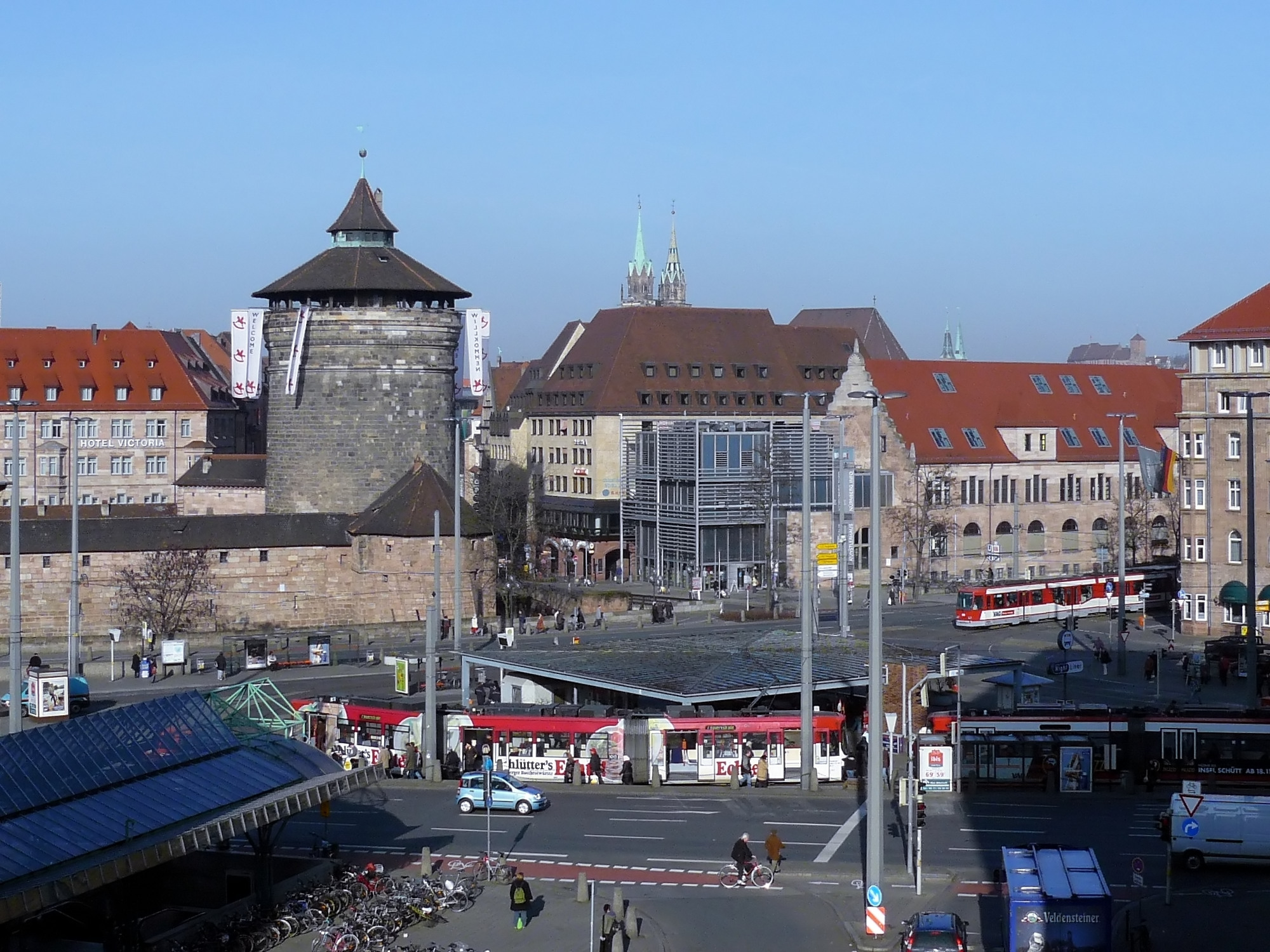
Straßenbahnhaltestelle auf dem Bahnhofsplatz mit Frauentorturm

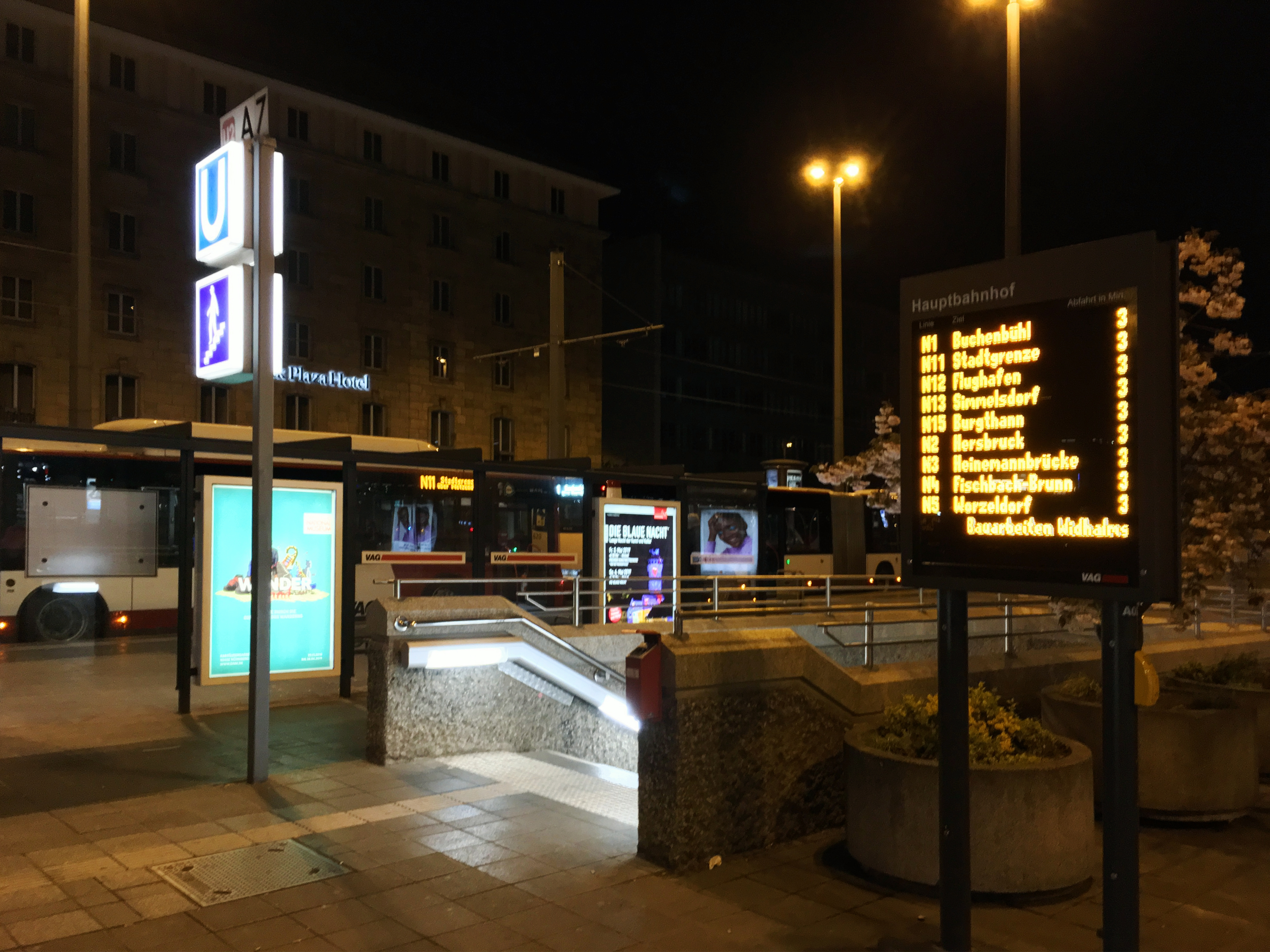
Abfahrtstafel der NightLiner am Bahnhofsplatz

Im Untergrund des Bahnhofs befindet sich mit dem U-Bahnhof Hauptbahnhof einer der beiden Kreuzungsbahnhöfe der U-Bahn-Linien U1, U2 und U3. Die U1 verkehrt unter anderem in die Innenstadt und zur Messe Nürnberg, die U2 verbindet den Hauptbahnhof mit dem Bahnhof Nürnberg Nordost, dem Ausgangspunkt der Gräfenbergbahn Richtung Fränkische Schweiz, und dem Flughafen Nürnberg. Auf dem Bahnhofsplatz befinden sich Haltestellen verschiedener Straßenbahn- und Stadtbuslinien. An Wochenenden und Feiertagen dient der Bahnhofsplatz nachts außerdem als Treffpunkt und zentraler Umsteigeknoten für das „NightLiner“-Nachtbusliniennetz. Östlich davon, in circa zweihundert Meter Entfernung, liegt der 2005 nach Umbau wiedereröffnete Zentrale Omnibusbahnhof, von dem vor allem internationale Buslinien in verschiedene Staaten Europas verkehren.

## Infrastruktur

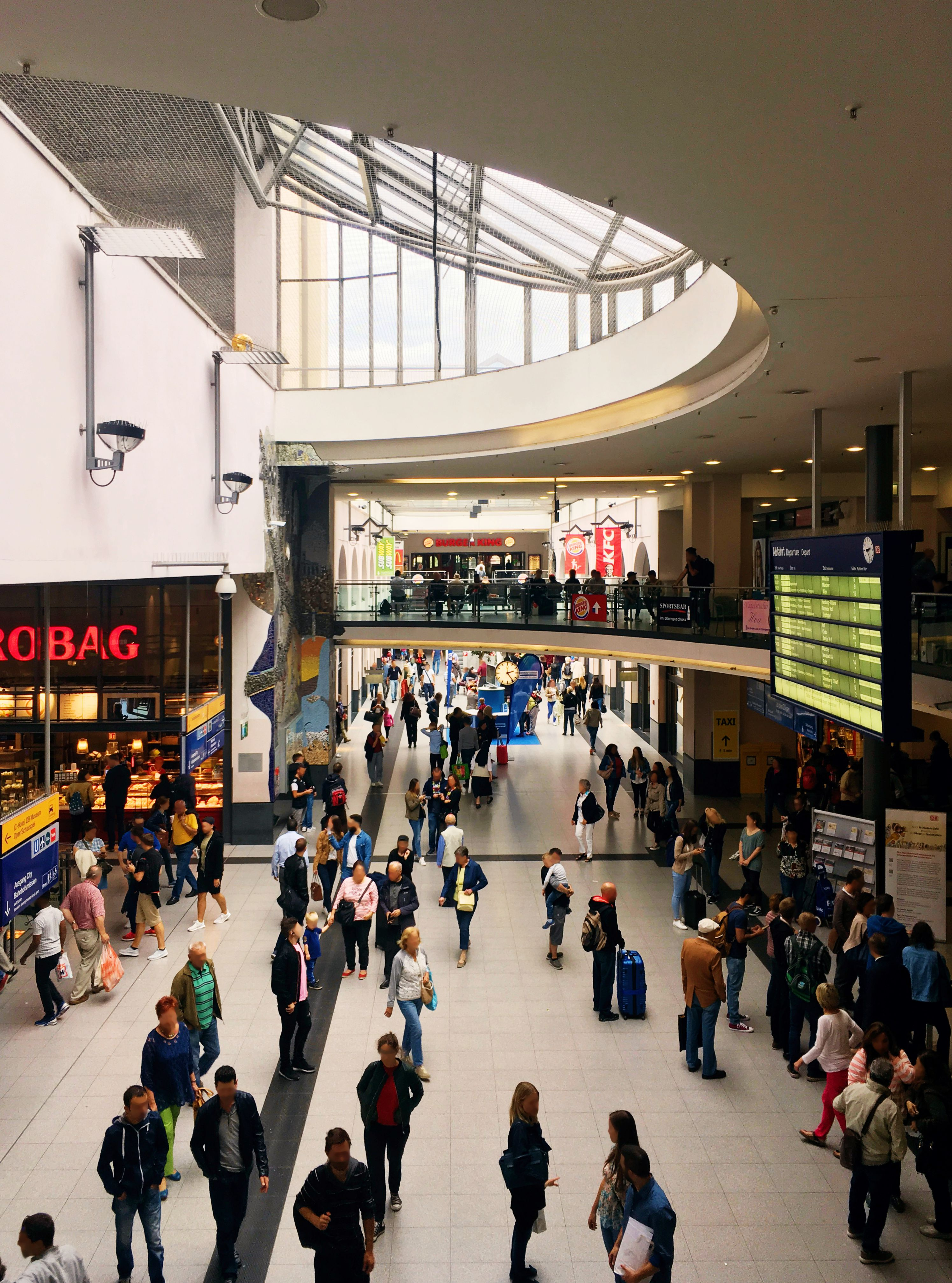
Kreuzung der beiden Längshallen mit der Mittelhalle.

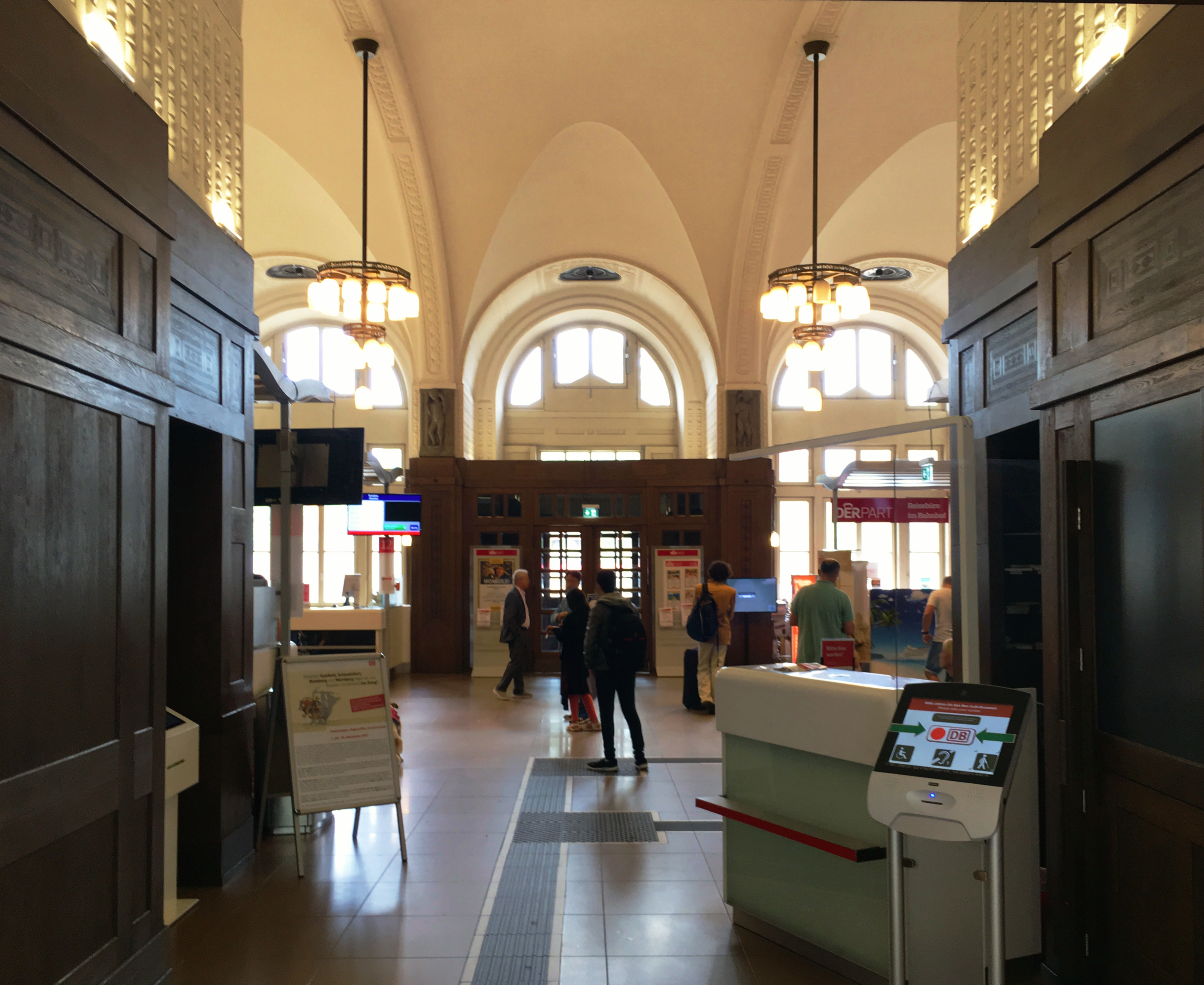
Eingang zum Jugendstilsaal.

### Gleisanlagen
Zwischen den Bahnsteiggleisen liegen die Durchfahrts-/Abstellgleise 10 und 11, südlich der Bahnsteige die Bereitstellungsgleise 24 und 25. Im östlichen Bahnhofsvorfeld gibt es eine größere Abstellanlage für Reisezüge.
Die Haltepunkte Nürnberg-Dürrenhof und Nürnberg-Steinbühl sind Bahnhofsteile des Hauptbahnhofes.

### Service-Einrichtungen
Die Deutsche Bahn unterhält im Bahnhof ein Reisezentrum sowie einen Servicepoint in der Mittelhalle. Im ersten Stockwerk befindet sich eine DB Lounge für bahn.bonus-comfort-Kunden und Reisende der 1. Klasse. Zahlreiche dynamische Anzeigetafeln in den Hallen, Tunneln und auf allen Bahnsteigen informieren über die aktuelle Verkehrslage. Ansagen werden automatisiert abgespielt. Das Bahnhofsgebäude sowie die Bahnsteige sind größtenteils barrierefrei zugänglich; alle Ebenen der Bahnhofshalle können über Rolltreppen und Aufzüge erreicht werden. In der Bahnhofshalle gibt es einen Lageplan für Sehbehinderte.
Die Bahnhofsmission Nürnberg steht im Untergeschoss des Bahnhofs Reisenden, Wohnungslosen und am Bahnhof Arbeitenden mit Rat und Tat zur Seite. Seit 9. März 2011 verfügt die Bahnhofsmission, als erste von fünf geplanten Standorten deutschlandweit, über eine Kinderlounge. Am Heiligen Abend und am Gründonnerstag wird in der Mittelhalle des Bahnhofs ein ökumenischer Gottesdienst mit Live-Musik abgehalten.
Die gesamte vermietete Fläche liegt bei 20.214 Quadratmetern. Im Bahnhofsgebäude befinden sich zahlreiche Geschäfte des täglichen Bedarfs, daneben Läden mit Reisebedarf, Restaurants und Imbiss-Buden. Insgesamt wurden 55 Läden vermietet. Weitere sind in der dem Bahnhof angeschlossenen Königstorpassage.

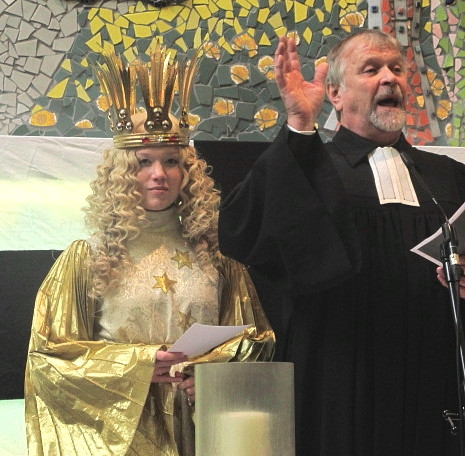
Weihnachtsgottesdienst mit dem Nürnberger Christkind (2011)

Anfang 1999 ging ein Parkhaus mit 487 Stellplätzen, das an die östliche Querhalle angeschlossen ist, in Betrieb. Die Deutsche Bahn hatte die entsprechende Planung initiiert, eine Versicherungsanstalt brachte die notwendige Investitionssumme auf.
Im als Basement bezeichneten Untergeschoss des Hauptbahnhofs ist eine bahneigene Fundstelle, die in Bahnhöfen und Zügen der DB verloren gegangene Gegenstände entgegennimmt. Dort befindet sich zudem der Schalter für den IC-Kurierdienst sowie die Gepäckaufbewahrung mit ungefähr 500 Schließfächern.
Der Taxi-Stand ist auf dem Bahnhofsvorplatz in Höhe des Westflügels.

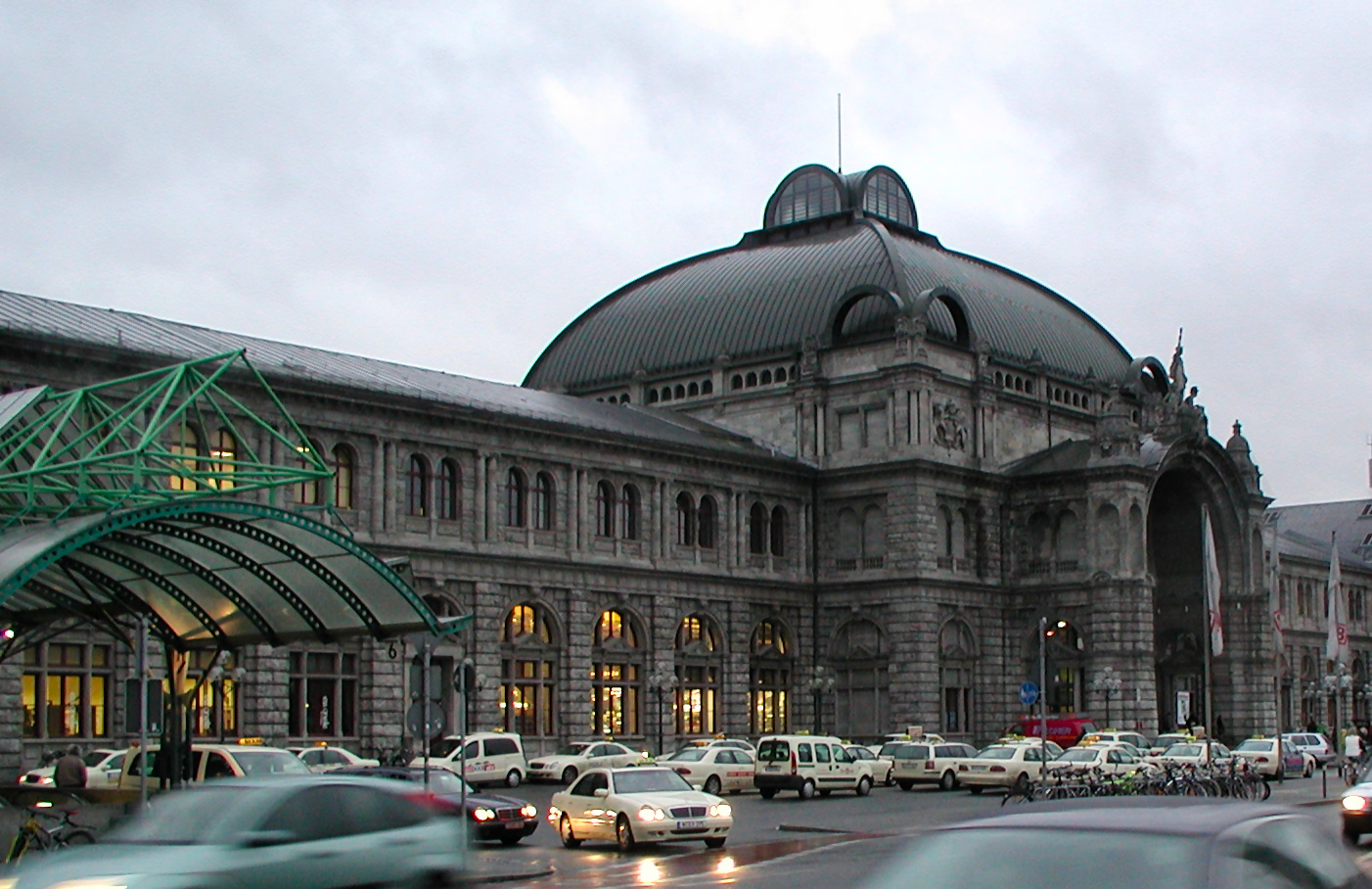
Früherer Taxistand am Bahnhofsvorplatz vor dem Ostflügel (seit 2018 vor dem Westflügel)

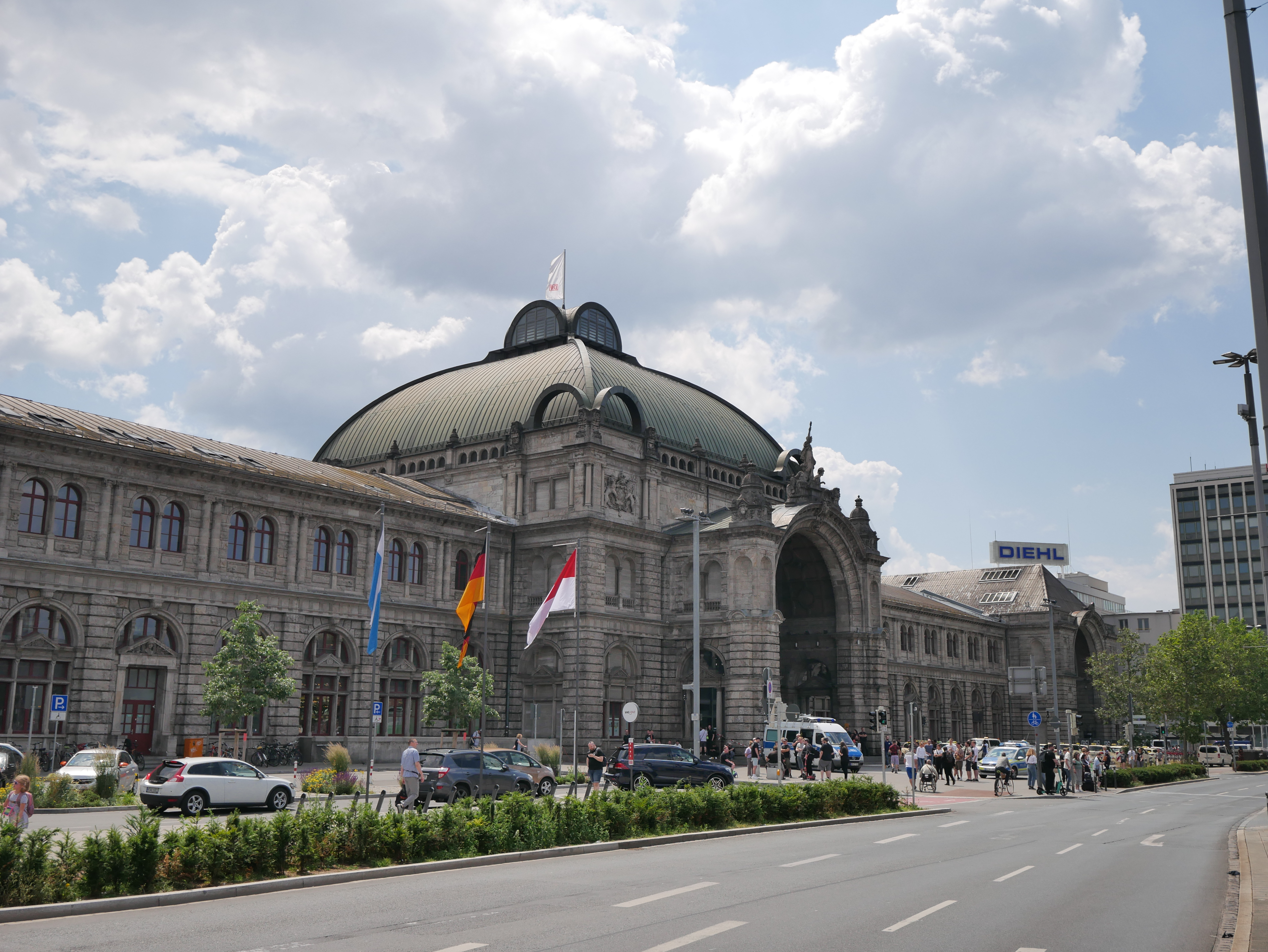
Der Vorplatz des Nürnberger Hauptbahnhofes nach der Umgestaltung

### Stellwerk
Um 1900 bedienten insgesamt 116 Mitarbeiter im Schichtbetrieb Weichen und Signale für rund 100 Züge an Ort und Stelle. Alle Weichen und Signale mussten dezentral von Wechselwärtern per Hand umgestellt werden.
Zwischen 1907 und 1911 entstanden eine Reihe von elektrischen Stellwerken. Statt der 116 wurden fortan nur noch 40 Mitarbeiter benötigt. Der Betrieb wurde durch zwei Befehls- und zwölf abhängige Zustimmungsstellwerke gesteuert. Ab 1913 verkehrten nun täglich 122 Züge, die von nun den 40 Mitarbeitern pro Schicht sowie von 14 Turmstellwerken gelenkt wurden.
Zwischen 1930 und 1935 folgten weitere Verbesserungen, beispielsweise die Sicherung von Durchrutschwegen und der Einführung der elektrischen Gleisfreimeldung einschließlich einer Belegtabhängigkeit. Die Bomben des Zweiten Weltkriegs zerstörten 1944 alle Stellwerke. Sie konnten vorübergehend durch zwei fahrbare elektromechanische Stellwerke ersetzt werden. Im Zuge des Wiederaufbaus wurden durch weitere Zentralisierung, vier Stellwerke aufgelassen. 1968 ging ein erstes SpDrS-60-Relaisstellwerk in Betrieb, das einen Teil der alten Befehlsstellwerke ersetzte.
Im August 1983 begannen die Bauarbeiten für ein neues, 40 m langes, 21 m hohes und 11 m breites Zentralstellwerk. Dies ging Ende November 1988 unter der Bezeichnung Nhf in Betrieb. Je ein Fahrdienstleiter und ein -helfer steuerten die West- und die Ostseite des Bahnhofs, unterstützt von einem Zugmelder, einem Zugansager und einem Wärter für das angeschlossene Reisezugwagenwerk. Der Stellbereich reichte bis nach Fürth einschließlich der Bahnhöfe Nürnberg-Schweinau im Westen und Bf Eibach im Süden sowie den Bahnhöfen Dutzendteich und Mögeldorf im Osten. Die netzseitige Leistung betrug 630 kW.
Insgesamt wurden 38,3 Millionen D-Mark investiert. Pro Tag konnten damals im Bereich des Hauptbahnhofs 800 Zug- sowie 2900 Rangierfahrten abgewickelt werden. Die Planung war in den 1970er Jahren eingeleitet worden, um neben einer Rationalisierung auch die Voraussetzungen für die geplante Schnellfahrstrecke nach München zu schaffen. Kurz vor Inbetriebnahme des Stellwerks ging eine neue, rund eine Million D-Mark teure, Abfahrtstafel in der Mittelhalle in Betrieb, die aus dem neuen Stellwerk per Computer gesteuert wurde. Mit dem neuen Stellwerk der Bauart SpDrS 600 wurden zehn alte, damals rund 70 Jahre alte, Stellwerke, außer Betrieb genommen. Drei weitere folgten im Rahmen des S-Bahn-Ausbaus Anfang der 1990er Jahre. Nach der Entfernung der ungünstig gelegenen, nicht mehr erweiterbaren Stellwerke, konnten die fünf Abstellanlagen zusammengelegt werden.
Heute steuern je ein Fahrdienstleiter (zuständig für Zugfahrten) sowie ein Weichenwärter (zuständig für Rangierfahrten) den Betrieb im Osten und Westen. Unterstützt werden sie durch einen Teamleiter und einen Teamleiter-Assistenten, die Gleisänderungen, Anschlüsse und Zugfolge disponieren. Die Beschallung und Steuerung der Anzeigen übernehmen zwei Mitarbeiter von DB Station&Service. Alle Mitarbeiter sind im Zentralstellwerk untergebracht.

## Architektur

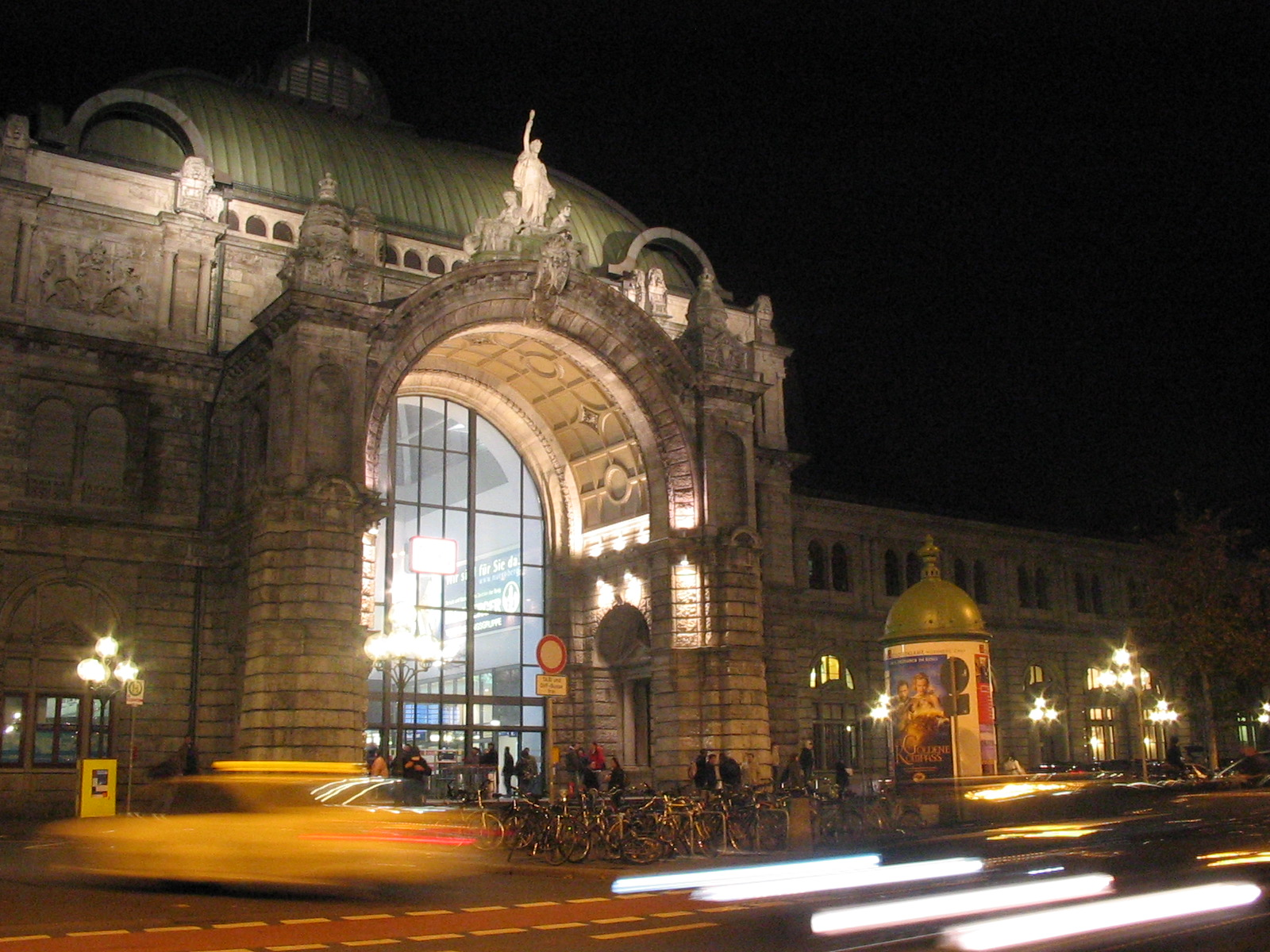
Mitteltrakt des Nürnberger Hauptbahnhofs bei Nacht

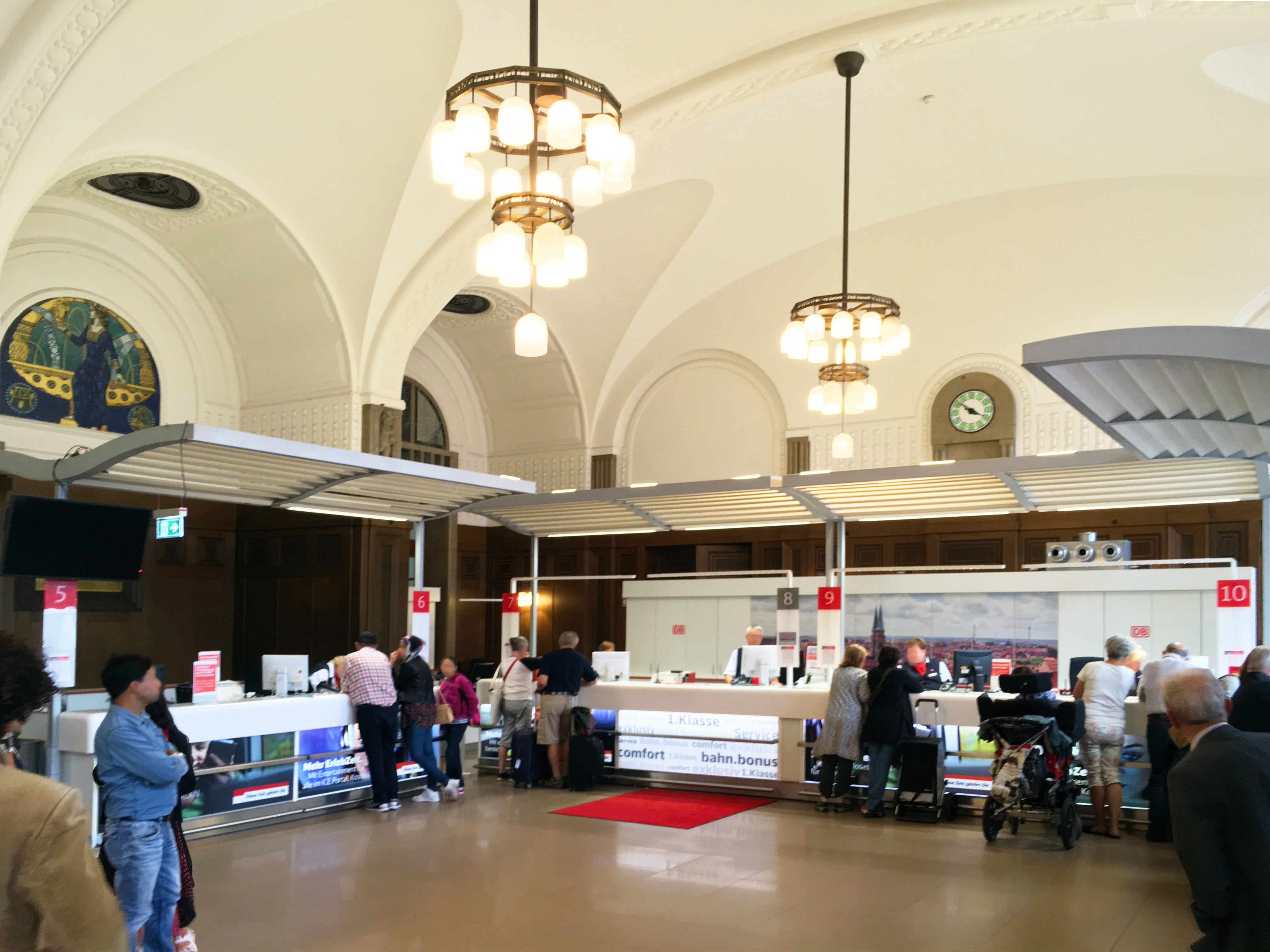
Jugendstilsaal mit DB-Reisezentrum

Das erste Empfangsgebäude des Nürnberger Bahnhofs wurde 1846 nach Entwurf des Architekten und königlichen Baubeamten Eduard Rüber im Stil der Neugotik vor dem Frauentor errichtet. Dem gestiegenen Verkehrsaufkommen wurde es um 1880 durch einen Umbau angepasst. Ende des 19. Jahrhunderts war dieser Bau jedoch endgültig unzulänglich geworden, an seiner Stelle wurde 1900–1906 ein erheblich größerer repräsentativer Neubau im Stil des Neubarock nach Entwurf von Carl Zenger errichtet. Die Fassaden wurden in Krensheimer Muschelkalk ausgeführt. Die Portale der einzelnen Hallen sind reich verziert und zeigen vor allem Symbole des technischen Fortschritts, so zum Beispiel ein Flügelrad über dem Portal der Mittelhalle. Der Saal, in dem sich heute das Reisezentrum befindet, wurde 1904–1905 von Bruno Paul im Jugendstil ausgestaltet. Teilbereiche der Wände sind mit zwei Mosaiken von Julius Diez gestaltet, die Decke ist mit dezentem Stuck verziert. Der Jugendstilsaal ist einer der wenigen Bereiche des Bahnhofs, der die Zerstörungen im Zweiten Weltkrieg überstanden hat. Vor dem Hauptportal steht eine Litfaßsäule aus dem frühen 20. Jahrhundert.
1950 wurden im Zuge der Instandsetzung von Kriegsschäden Planungen aufgestellt, die neubarocke Architektur im Sinne der für Nürnberg (einst) stadtbildprägenden Gotik umzugestalten. Die Bauarbeiten wurden aber kurz nach Beginn wieder eingestellt, so dass nur einige wenige Bereiche entsprechend verändert wurden.
Die Modernisierung des Empfangsgebäudes in den 1990er Jahren wurde nach Plänen von FIS-Architekten (Aachen) ausgeführt.

## Geschichte

### Von der Eröffnung bis zum ersten Umbau

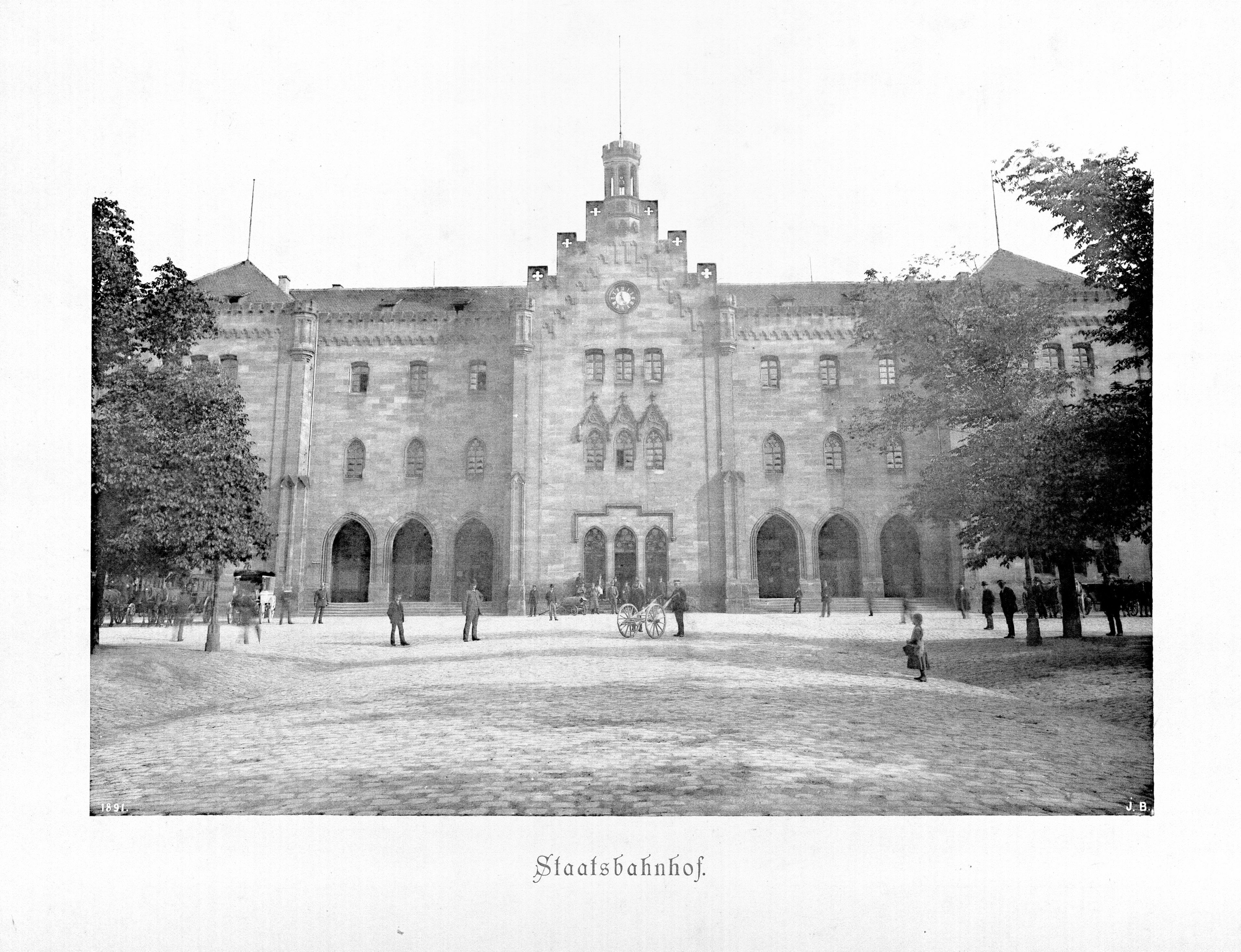
Der 1844 bis 1847 erbaute Bahnhof auf einer Fotografie von 1891

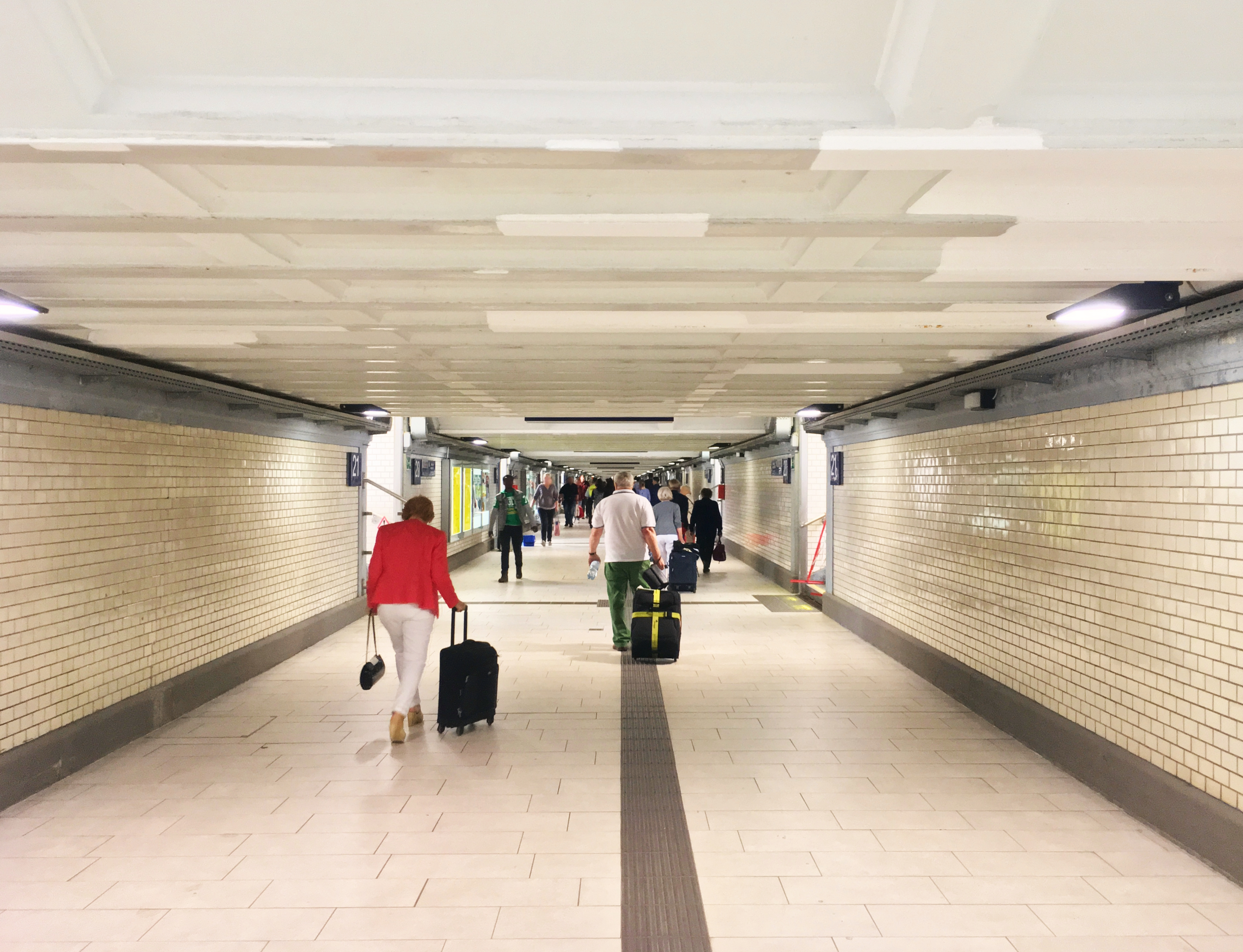
Mitteltunnel

Zwischen 1844 und 1847 entstand im Zuge des Baus der staatlichen Ludwig-Süd-Nord-Bahn von Lindau nach Hof der Hauptbahnhof Nürnberg in seiner heutigen Lage. Da die Fläche am Plärrer, dem Standort des Bahnhofs der privaten Ludwigseisenbahn nach Fürth, nicht ausreichte, entschloss sich die Staatsbahn zum Bau eines eigenen Bahnhofs vor dem Frauentorgraben. Er wurde wie seinerzeit bei größeren Stationen üblich als Kopfbahnhof angelegt. Das Empfangsgebäude wurde im neugotischen Stil erbaut. Mit der Eröffnung der Staatsbahnstrecken nach Schwabach (1849), Ansbach, (1875) und Bayreuth (1877) entwickelte sich der Bahnhof zum Zentralbahnhof von Nürnberg.
Die Ostbahngesellschaft errichtete 1859 beim Bau der Strecke nach Hersbruck östlich der Allersberger Straße einen eigenen Kopfbahnhof, in dem auch die Strecke nach Regensburg (1871) endete. Er verfügte neben einer Empfangshalle auch über Werkstätten und Remisen. Er war mit dem Staatsbahnhof durch zwei Gleise verbunden. 1876 wurde er nach der Verstaatlichung der Ostbahn mit dem Staatsbahnhof zu einem Durchgangsbahnhof verbunden.

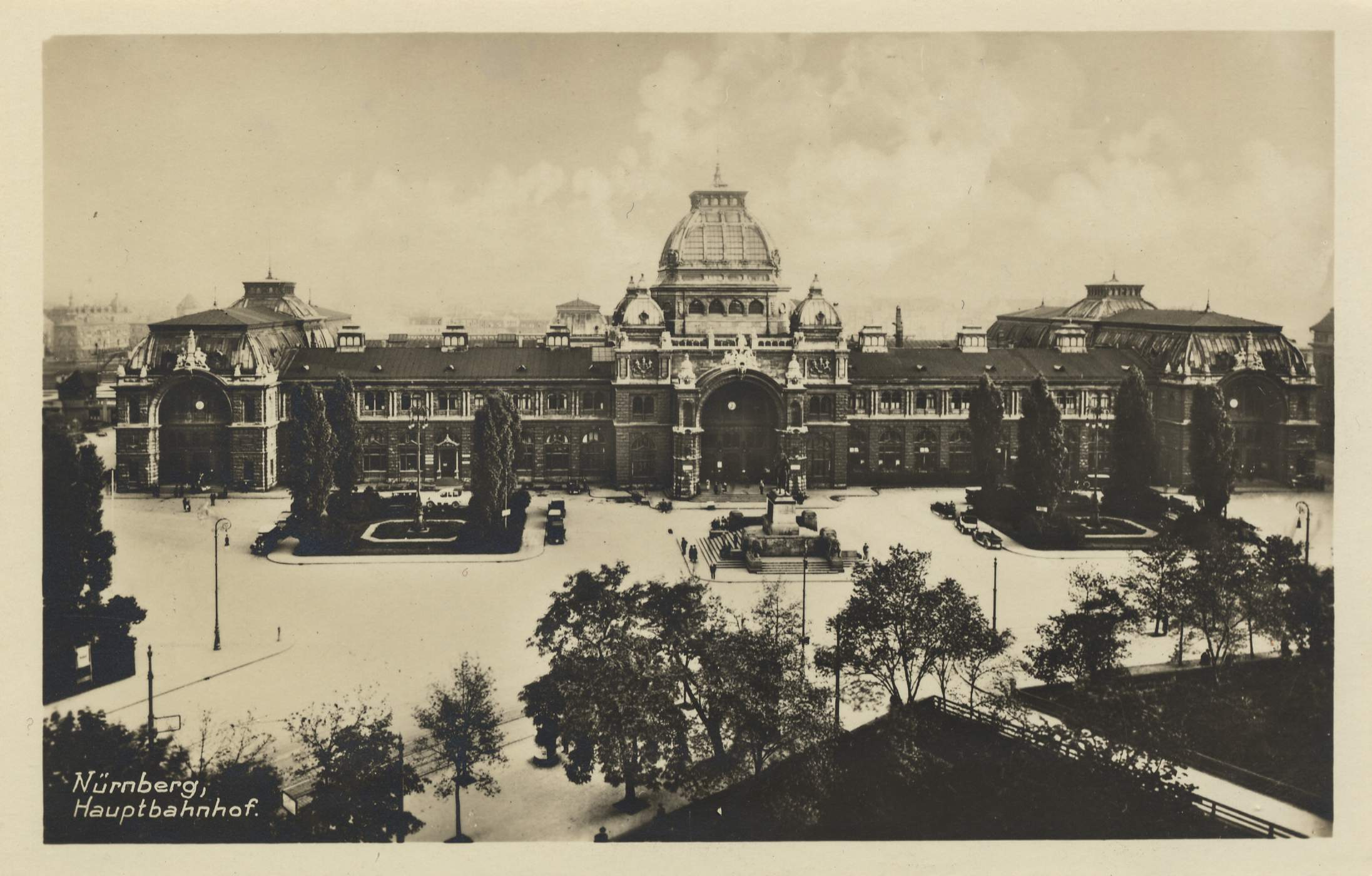
Der Bahnhof nach dem ersten Umbau (1900–1906)

Postkarte mit Innenansichten der West- und Mittelhalle (1907)

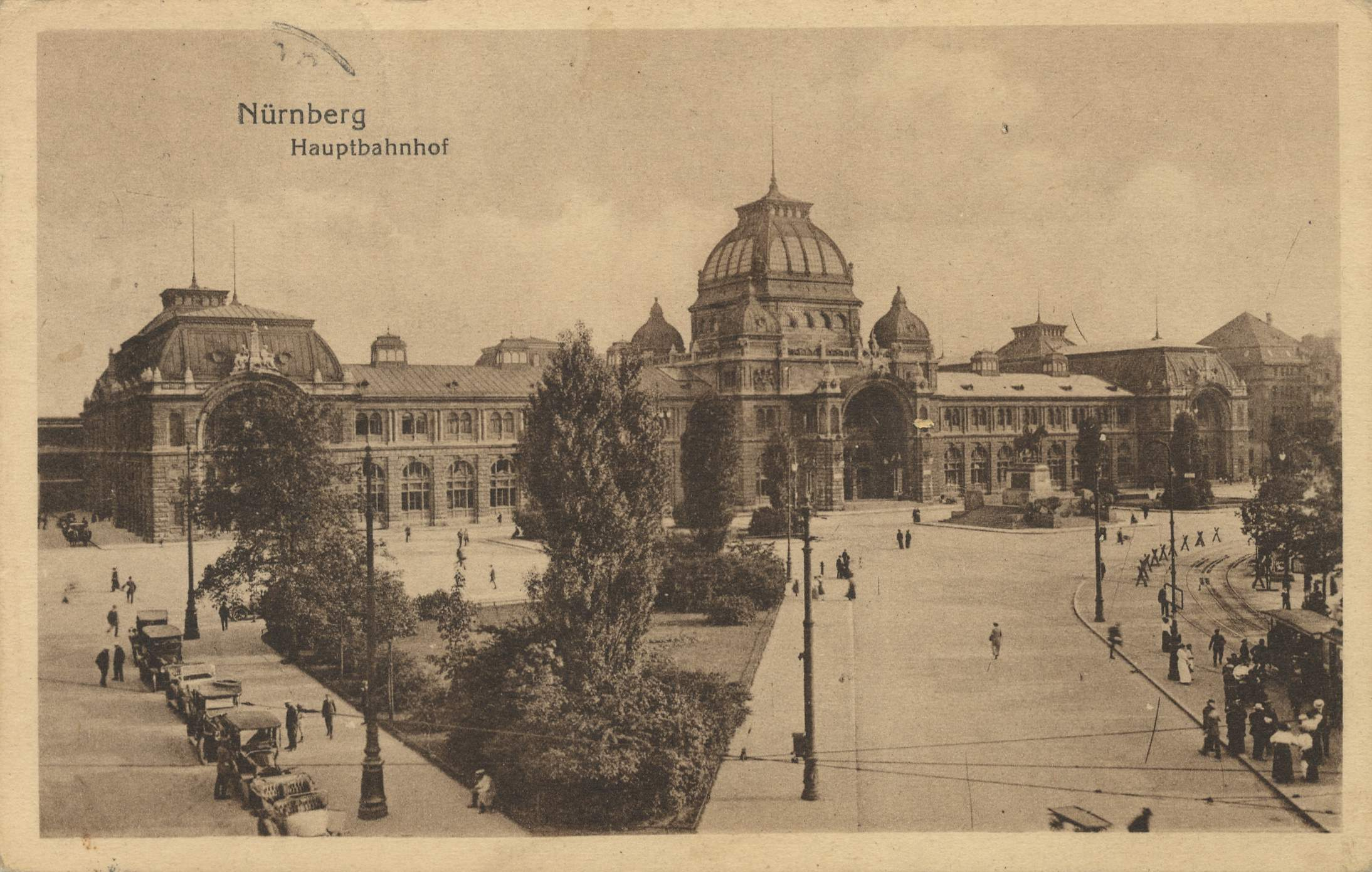
Der Bahnhof mit Vorplatz um 1918

Das in den 1880er Jahren weiter steigende Schienenverkehrsaufkommen und die wachsenden Gleisanlagen machten den Bau der noch heute vorhandenen Straßenunterführungen notwendig. Nach und nach entstanden daher der Tafelfeld-, Karl-Bröger-, Marien- und Dürrenhoftunnel sowie die Celtis- und die Allersberger Unterführung. Zwischen 1878 und 1880 wurden die Gleisanlagen für den Personenverkehr noch einmal erweitert und der Güterverkehr 1880 zum neu gebauten Hauptgüterbahnhof am Kohlenhof verlegt. 1883 waren sieben Bahnsteiggleise und drei Durchfahrts- und Umfahrungsgleise vorhanden. Bereits 1897 wurden neue Pläne zum Umbau des Hauptbahnhofes vorgelegt, die den Neubau des Empfangsgebäudes, die Hebung der gesamten Gleisanlagen um 3,27 m und den Bau von Fußgängerunterführungen (West- und Osttunnel) zu den Gleisen beinhalteten. Die Umbauarbeiten begannen 19. April 1900 und waren am 10. März 1906 abgeschlossen, die vorgesehene Öffnung des Westtunnels und die Errichtung des Südausgangs konnte erst 1927 erfolgen. Von dem abgerissenen ersten Empfangsgebäude ist die wandfeste Ausstattung des Königssalons erhalten geblieben. Sie ist im Verkehrsmuseum Nürnberg ausgestellt.
Beim Abtransport der Reichsparteitage reisten in kurzer Zeit bis zu 1,3 Millionen Besucher (1938) ab. Im Nürnberger Hauptbahnhof ergaben sich teilweise Abfertigungsintervalle von 80 Sekunden. Zwischen An- und Abreise standen Sonderzüge auf Abstellplätzen, die bis zu 400 Kilometer weit von Nürnberg entfernt waren, beispielsweise in Dresden.

### Zerstörung und Wiederaufbau

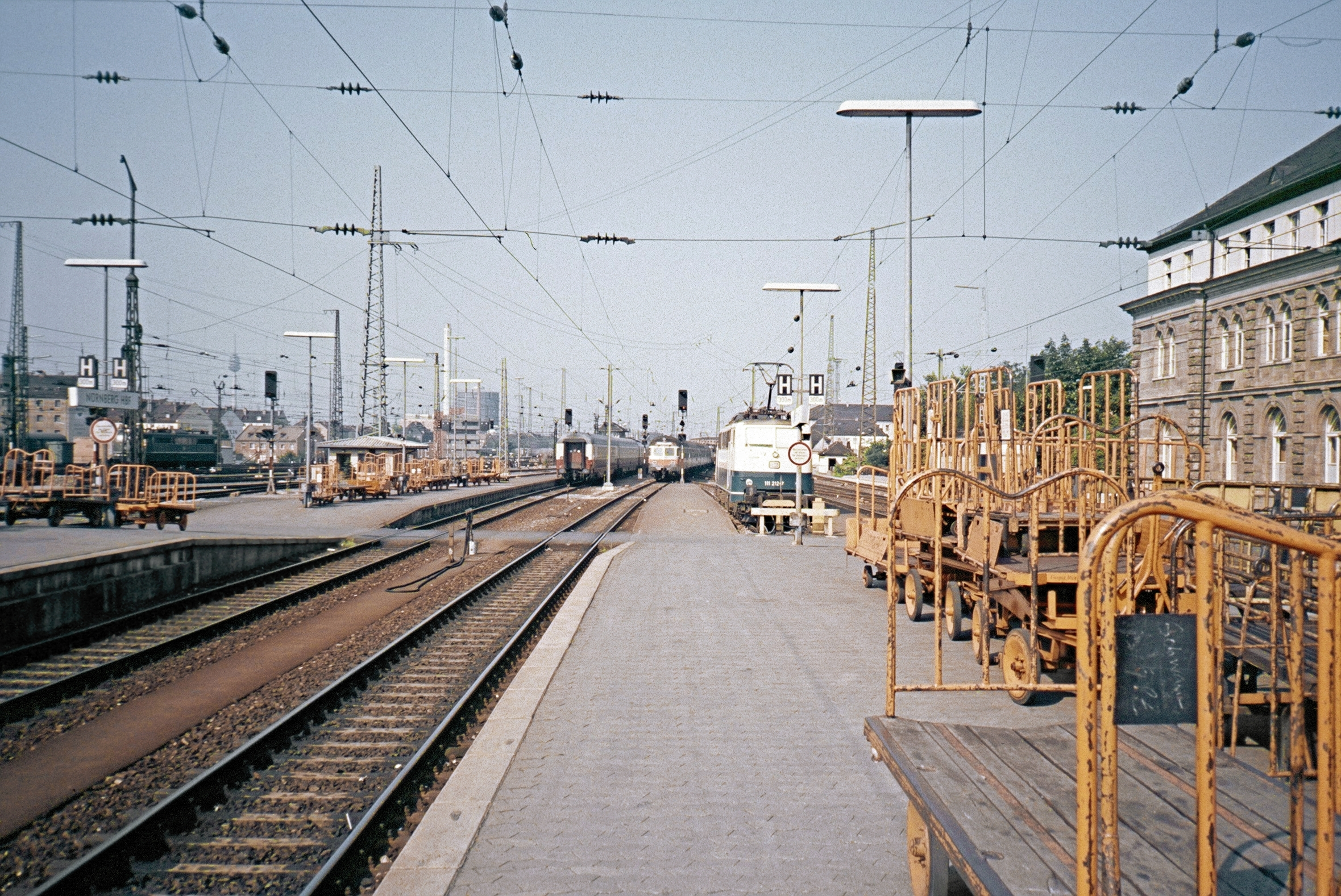
Gepäckkarren auf den Bahnsteigen, Blickrichtung West, 1986

Mit Ausnahme des Jugendstilsaales wurde das Bahnhofsgebäude gegen Ende des Zweiten Weltkrieges durch die Luftangriffe auf Nürnberg schwer in Mitleidenschaft gezogen und am 16. März 1945 für neun Tage stillgelegt. Der Wiederaufbau fand zwischen 1945 und 1956 statt und musste aus Geldmangel in vereinfachter Form erfolgen, als Neuerung wurde ein Kino integriert. Unter dem Hauptbahnhof begannen 1973 die Bauarbeiten für die U-Bahn, wofür die Mittelhalle entkernt und auf Stelzen gestellt wurde. Zwischen 1976 und 1984 wurden neue Bahnsteigdächer installiert und die Bahnsteige der Gleise 1 bis 15 auf 76 cm über Schienenoberkante erhöht. Der Neubau der dritten Kuppel und der Mittelhalle begann im Jahr 1977. Am 2. April 1984 wurde die 1906 errichtete Gaststätte wiedereröffnet. Sie umfasste eine Fläche von 390 m², bei einer Höhe von acht Metern. Schließlich wurden sogar Planungen zum Gesamtumbau aufgestellt, die aber nie verwirklicht wurden.

### Umbau des östlichen Vorfeldes für die S-Bahn
Zwischen 1982 und 1984 wurden 17 verschiedene Varianten für die S-Bahn-Linienführung zwischen Nürnberg und Roth untersucht, die auch die Linienführung zwischen Nürnberg und Fischbach mit einschloss. Dabei wurden für den Hauptbahnhof Einführungen von Osten (mit Umbau des Ostkopfes) sowie von Westen (mit Umbau beider Köpfe) untersucht. Grundlegend offen war dabei in den 1980er Jahren die großräumige Linienführung der zwischen Nürnberg und München geplanten Schnellfahrstrecke, bei deren Varianten über Augsburg eine Fernbahn-Ersatzstrecke zwischen Nürnberg Dutzendteich und Roth vorgesehen war.
Im Sommer 1988 begannen umfangreiche Bauarbeiten zur Errichtung der „Stammstrecke“ der S-Bahn Nürnberg im Bereich des Hauptbahnhofs. Durch Errichtung eigener S-Bahn-Gleise im Nordost-Teil des Hauptbahnhofs konnte der Halt der S-Bahnen von den (stadtfernen) Gleisen 18/19 auf die Gleise 2/3 verlegt werden. Durch die Nutzung dieser stadtnahen Gleise konnten auch die Umsteigewege zu Straßenbahn, U-Bahn und Bus deutlich reduziert werden. Zusätzlich wurde die neue S-Bahn-Station Nürnberg-Dürrenhof errichtet.
Der in sechs Baustufen erfolgte Umbau des östlichen Gleisvorfeldes kostete insgesamt rund 100 Millionen D-Mark, die von Bund, Land und Stadt Nürnberg aufgebracht wurden. Auf einer Fläche von 156.000 Quadratmetern wurden unter anderem 16 Kilometer Gleise und 60 Weichen neu verlegt sowie zwei Abstellgruppen (zusammen 5,7 km) mit eigenem Rangierstellwerk errichtet. Zur kreuzungsfreien Führung des Richtungsgleises Lauf unter dem Richtungsgleis Altdorf entstand ein 60 m langes Kreuzungsbauwerk. Insgesamt mussten zehn Brückenbauwerke geändert oder neu gebaut werden, 640 m Schallschutzwände wurden neu errichtet. Die europaweit einmaligen Bestände des Sand-Tragant (Astragalus arenarius) wurden umgepflanzt, weitere Pflanzenbestände vorübergehend um- und später wieder im Bereich der Bahnanlagen angepflanzt. Der Umbau des Abschnitts mit den Bahnsteigen kostete weitere 40 Millionen D-Mark. Die S-Bahn-Gleise sind im Bereich des Hauptbahnhofs mit 80 km/h befahrbar.

### Modernisierung zur Jahrtausendwende

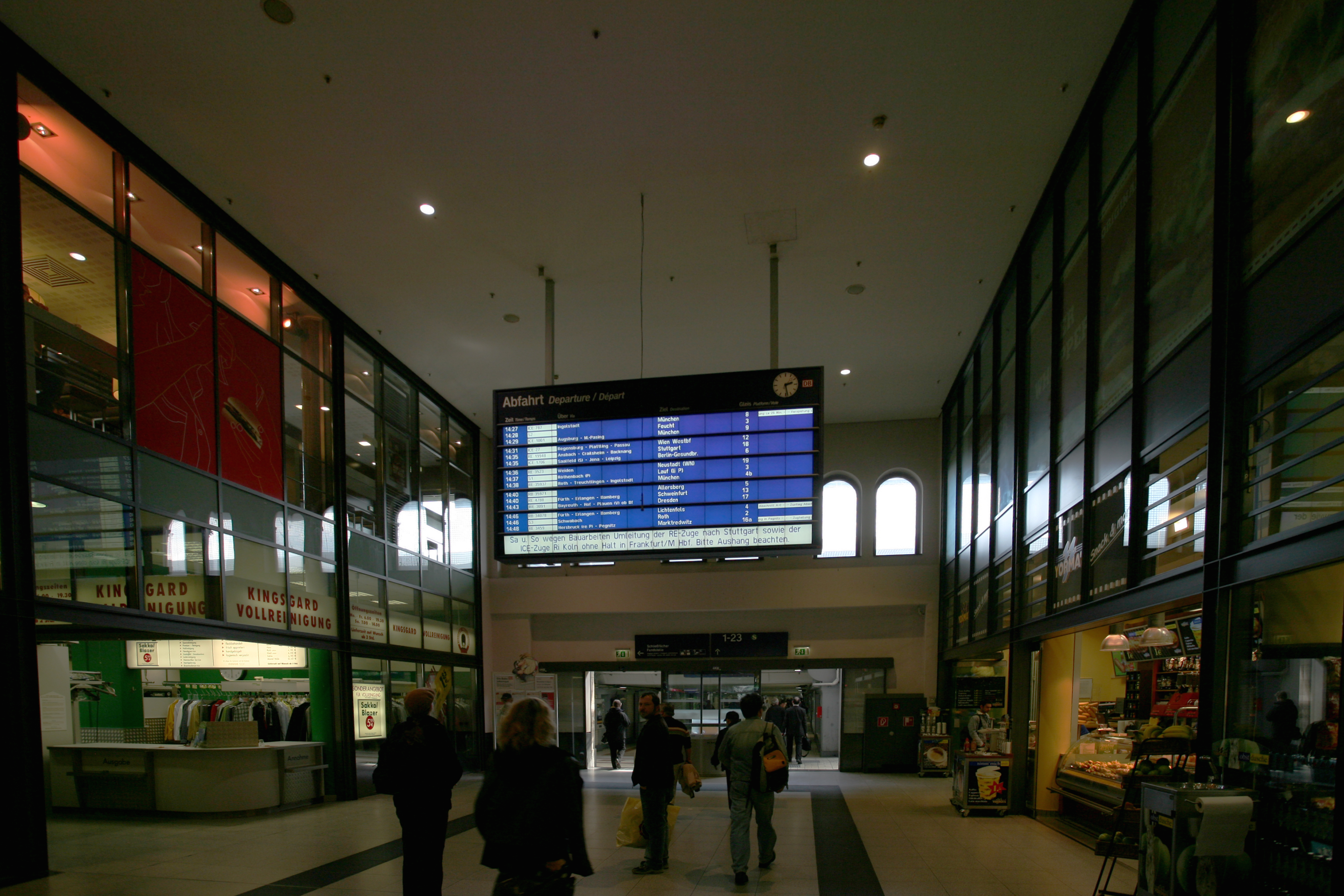
Übergang der östlichen Querhalle zum Osttunnel nach der Modernisierung

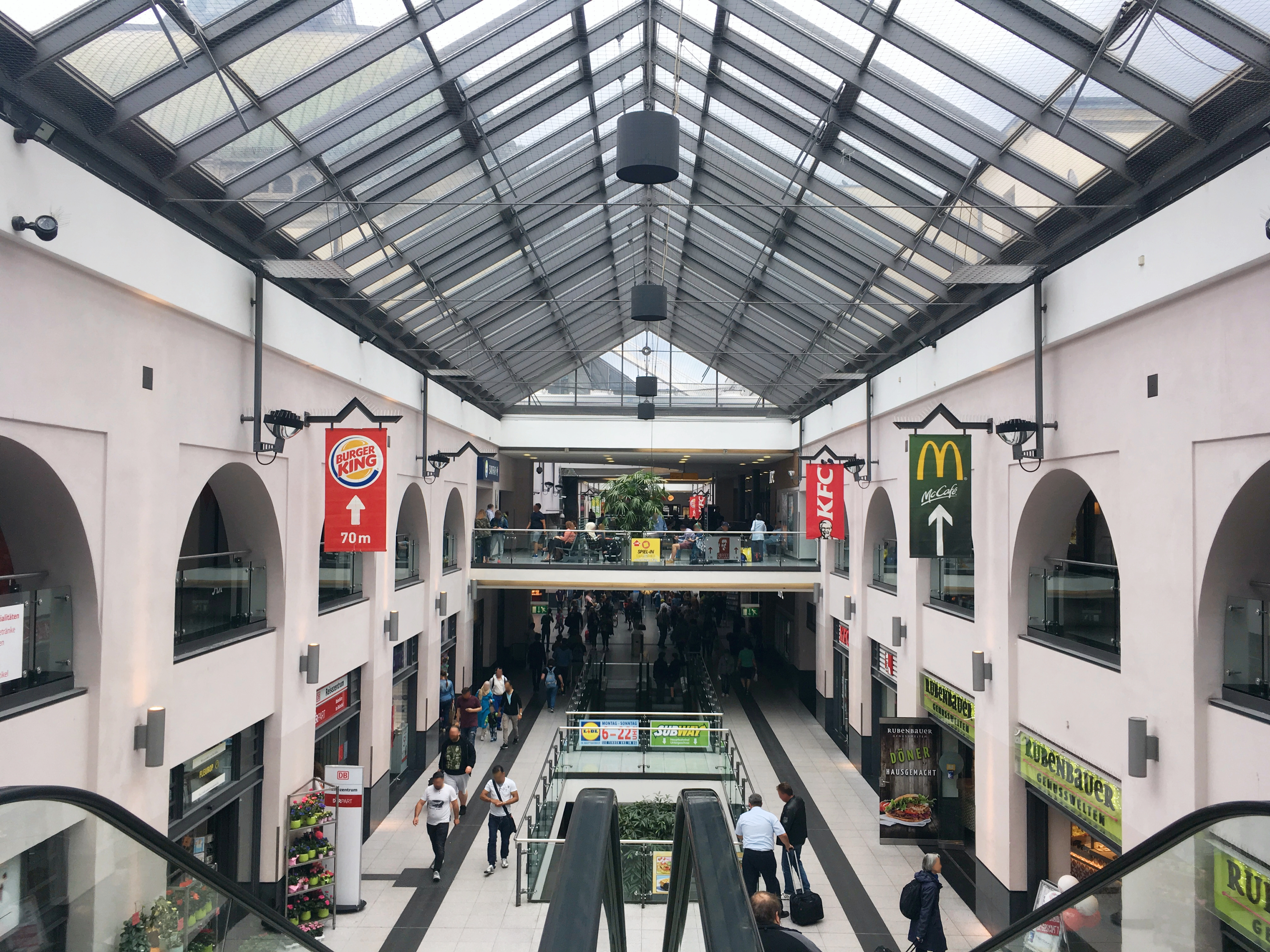
Westliche Längshalle

Zum Ende des 20. Jahrhunderts fanden die letzten größeren Umbauten statt, bei denen das Kino entfernt und der komplette Innenbereich neu gestaltet wurde. Dabei wurden die Zwischengeschosse des Empfangsgebäudes der Öffentlichkeit zugänglich gemacht und der gesamte Bereich zum Einkaufszentrum umgestaltet. Fahrkartenverkauf und Beratung wurden in den historischen Jugendstilsaal verlegt. Von der Künstlerin Iris Rauh wurden drei Wandmosaike gestaltet. Das Mosaik „Zeitreise“, das das Thema „Reisen“ im Wandel der Geschichte darstellt, fand überregionale Beachtung. Am 24. Juni 2002 fand schließlich die Einweihung des mittlerweile unter Denkmalschutz stehenden Empfangsgebäudes statt.

### Umbau für das S-Bahn-Ergänzungsnetz

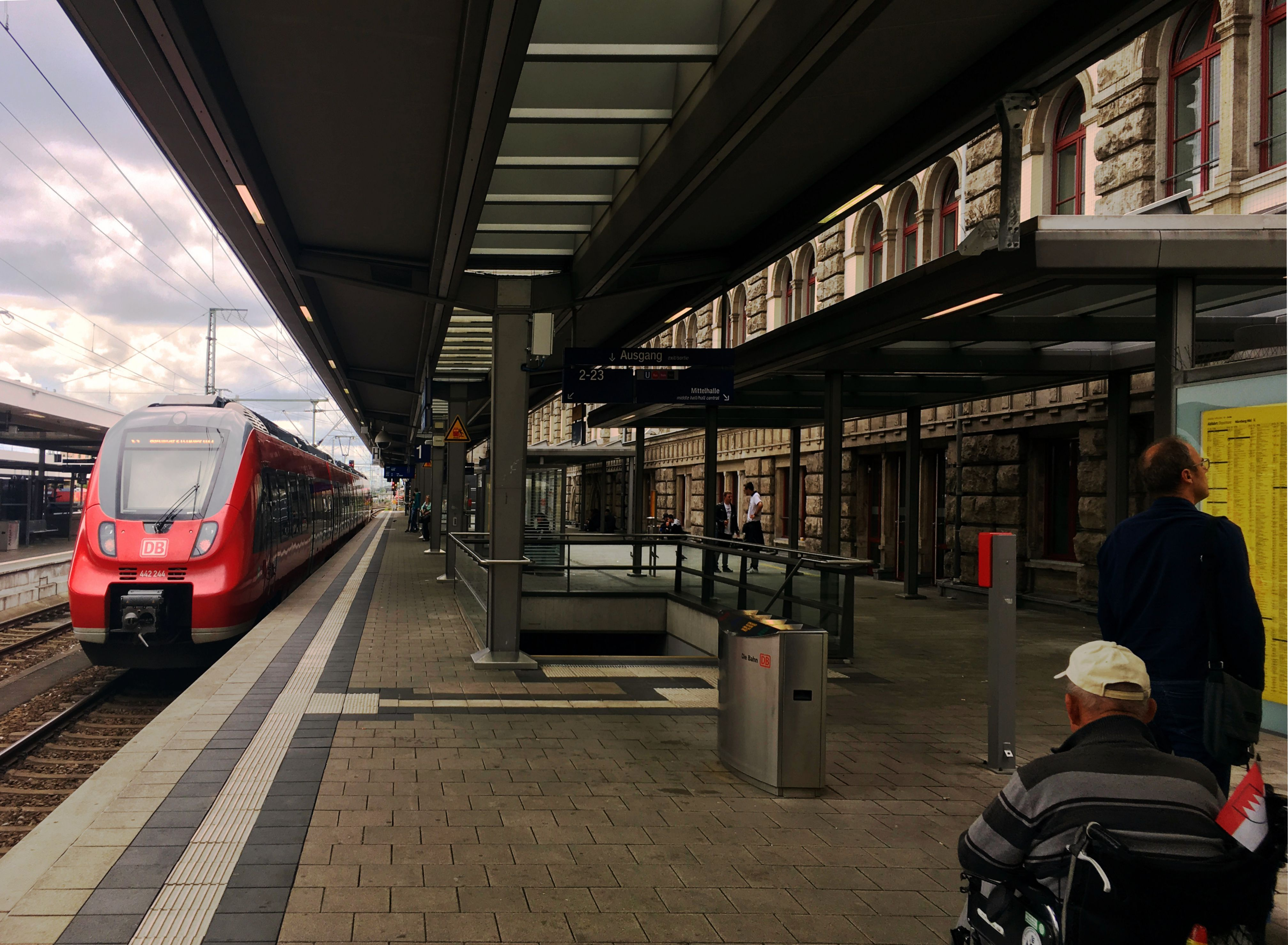
Hausbahnsteig Gleis 1 mit S-Bahn nach Roth.

Bedingt durch Vergrößerung des Nürnberger S-Bahn-Netzes zum 12. Dezember 2010 wurden an den nun für die S-Bahn genutzten Bahnsteigen Umbauarbeiten notwendig. Der Hausbahnsteig (Gleis 1) wurde für die ankommenden Züge der S-Bahn von Neumarkt (S3) an seiner Ostseite verlängert (neue Gleisnummer 30), bietet seitdem 213 m Nutzlänge bei einer neuen Höhe von 76 cm über Schienenoberkante und erhielt einen weiteren Abgang zum Osttunnel. Für die damals durchgängige Linie Bamberg–Nürnberg–Hartmannshof (S1) wurde der Westteil des Bahnsteigs 2 (Gleise 2 und 3) zum Teil auf 76 cm abgesenkt und über eine Rampe an den unverändert 96 cm hohen Bestandsbau angebunden. Der für die S-Bahn nach Ansbach (S4) genutzte Bahnsteig 11 (Gleise 22 und 23) wurde im Sommer 2009 von damals 38 cm auf jetzt 76 cm, bei gleichzeitiger Anpassung der Zugänge (Treppe und Aufzug), erhöht und erhielt ein neues Bahnsteigdach. Die Maßnahmen an den Bahnsteigen 1 und 11 begannen im Jahr 2009.
Mit der Inbetriebnahme der Neubaustrecke Ebensfeld–Erfurt Ende 2017 wurde der Regional- und S-Bahn-Verkehr im Knoten Nürnberg neu geordnet. ICE-Züge von und nach Berlin kommen seitdem nicht mehr zur Minute 30, sondern um die Minute 0 an.

### Aufwertung des Umfelds

#### Hauptpost
2013 wurde seitens der Aurelis Real Estate, dem Eigentümer des größtenteils leerstehenden Gebäudes der Hauptpost am Bahnhofsvorplatz bekannt gegeben, dass für den Bau eine neue Nutzung gesucht werde. Im Jahr 2014 erwarb der Münchener Investor Hubert Haupt Immobilien das Areal, um den unter Denkmalschutz stehenden Rundbau zu sanieren sowie den historischen Kopfbau aus den 30er Jahren abzureißen und durch einen Neubau zu ersetzen. Trotz Widerstandes von Seiten der Freien Wähler, der Altstadtfreunde Nürnberg und der Stadtbild-Initiative Nürnberg, begannen im Januar 2018 die Abrissarbeiten des Kopfbaus, der durch das sogenannte Tafelhof Palais, zwei Türme mit zehn bzw. fünfzehn Stockwerken ersetzt wurde.

#### Ergo-Hochhaus
Im November 2020 wurde bekannt gegeben, dass das sogenannte Ergo-Hochhaus am westlichen Ende des Bahnhofsplatzes abgerissen und an gleicher Stelle ab dem Jahr 2022 nach den Plänen des Architekturbüros Henning Larsen ein neuer Büroturm mit dreizehn Geschoßen errichtet werden soll. Er soll sich stilistisch am Kopfbau des 2020 im Rohbau fertig gestellten Tafelhof Palais orientieren und im Zusammenspiel mit diesem das Bahnhofsgebäude rahmen.

#### Bahnhofsvorplatz
Im Jahr 2015 stand vor allem der Umbau des Bahnhofsvorplatzes zur Diskussion, um eine bessere Nutzbarkeit und mehr Aufenthaltsqualität zu gewährleisten. So sei unter anderem ein oberirdischer Fußgängerüberweg vorzusehen. Weitere Ideen wurden damals auch in einem Architekturwettbewerb für die ehemalige Hauptpost am Bahnhofsvorplatz erarbeitet.
Die Arbeiten zum Umbau des Bahnhofsplatzes, der in dieser Zeit nur eingeschränkt nutzbar war, begannen im April 2017. Hierbei wurden neben einem Fußgängerüberweg, der von der Mittelhalle zum Handwerkerhof führt, auch neue und breitere Radwege angelegt sowie die Bahnsteige der Straßenbahn- und Bushaltestellen barrierefrei ausgebaut. Des Weiteren wurden am Vorplatz kleinere Grünflächen angelegt und eine neue Pflasterung verlegt. Offiziell wurde der Bahnhofsplatz am 21. November 2017 wieder der Öffentlichkeit übergeben.

#### Nelson-Mandela-Platz
Ende der 2010er Jahre wurde der Osttunnel um 23 m nach Süden, zum Nelson-Mandela-Platz verlängert. Die Plangenehmigung wurde im September 2017 erteilt. Im März 2018 begannen die Bauarbeiten für den zweiten Ausgang, neben dem Westtunnel, in die Südstadt.
Auch der Nelson-Mandela-Platz, der Bahnhofsvorplatz auf der Südseite, wurde seit dem Frühjahr 2018 umgestaltet. Das zuvor als Parkplatz genutzte Areal wurde durch einen Park ersetzt. Neben diesem ist auch der Bau eines Cafés geplant. Direkt an der Mauer zum Gleisfeld, zwischen dem Ausgang am Westtunnel und dem neuen Ausgang am Osttunnel, ist ein 110 Meter langes Fahrradparkhaus für 348 Räder ab Mitte 2019 errichtet worden. Die parallel verlaufende Straße Hinterm Bahnhof wurde zu einem Boulevard mit Baumreihen und Radstreifen umgestaltet und fungiert als Tempo-30-Zone mit Kurzzeitparken als Kiss-and-ride-Bereich. 2021 wurde das Kunstwerk Rolihlahla des Künstlerinnenduos missing icons, Andrea Knobloch und Ute Vorkoeper, installiert.

#### Busbahnhof
Im Februar 2019 wurde außerdem ein Umbau des Fernbusbahnhofes auf der Nordseite des Bahnhofsplatzes bekannt gegeben. Neben einem Windschutz, Sitzplätzen, digitalen Anzeigetafeln soll auch eine Überdachung eingerichtet werden.

### Ausblick
Der Raum Nürnberg sollte, nach Angaben von 2019, im Zuge des „Starterpakets“ der Digitalen Schiene Deutschland, als Teil des TEN-Kernnetzkorridors Skandinavien–Mittelmeer, bis 2030 mit Digitalen Stellwerken und ETCS ausgerüstet werden. Eine ETCS-Planung für Nürnberg war Anfang 2021 im Gang. Nach Angaben von April 2022 sollen nunmehr 2030 erste Strecken im Netzbezirk Nürnberg mit ETCS ohne Signale in Betrieb gehen.
Um batterieelektrische Züge laden zu können, die ab den frühen 2030er Jahren eingesetzt werden sollen, sollen einzelne Gleise des Hauptbahnhofs mit einer leistungsfähigeren Oberleitung nachgerüstet werden.
Im Rahmen des Deutschlandtakts ist zwischen Fürth-Bislohe und Nürnberg Hauptbahnhof ein Tunnel zur geplanten Neubaustrecke Richtung Würzburg sowie zur Schnellfahrstrecke Richtung Erfurt geplant. Durch die damit erreichten Fahrzeitverkürzungen soll eine bessere Einbindung in den Taktknoten Nürnberg erreicht werden.

## Sicherheit
Zuständige Polizeibehörde für das Bahngelände ist die Bundespolizeiinspektion Nürnberg, die ihren Sitz direkt neben dem Hauptbahnhof (gegenüber dem Westausgang) am Bahnhofsplatz 6 hat. Zu der Inspektion gehören auch die Bundespolizeireviere in Ansbach, Ingolstadt und Augsburg. Für schwerere Straftaten im Bahnhof und für die Umgebung sowie die Haltestellen der U-Bahn und der Straßenbahn einschließlich der Königstorpassage ist die Bayerische Polizei zuständig, das Gebiet gehört zum Bezirk der Inspektion Nürnberg-Mitte. Der Zoll betreibt am Hauptbahnhof keine Dienststelle. Neben der Bundes- und Landespolizei sind im Bahnhof Streifen der DB Sicherheit GmbH unterwegs, die aber nur zu Fahrkartenkontrolle und zur Ausübung des Hausrechts berechtigt sind. Die Stadt Nürnberg betreibt keinen eigenen kommunalen Polizeidienst.
Seit dem 19. Oktober 2012 gilt im gesamten Hauptbahnhof Nürnberg mit Ausnahme der gastronomischen Betriebe an den Abenden vor Samstagen, Sonn- und Feiertagen ab 20 Uhr bis zum Folgetag 6 Uhr ein Verbot des Alkoholkonsums in der Öffentlichkeit, was auch das Mitführen derartiger Getränke in geöffneten Behältnissen einschließt. Bei Verstößen dagegen droht eine Ordnungsstrafe von 40 € sowie ein Hausverweis, im Wiederholungsfall kann auch ein Hausverbot ausgesprochen werden. Seit dem 1. November 2018 gilt im Bahnhof ein dauerhaftes Alkoholverbot. Im Supermarkt im Zwischengeschoss sind alkoholische Getränke an Feiertagen und Wochenenden nur bis 20 Uhr erhältlich.
Laut Bahn und Bundespolizei gehört Nürnberg zu bundesweit zehn Bahnhöfen, die „Kriminalitätsschwerpunkte“ sind und deren „Terrorgefahr potenziell hoch“ ist. 2022 belegte der Platz im deutschlandweiten Ranking der gefährlichsten Bahnhöfe Deutschlands den dritten Platz. Im selben Jahr kam es zu 548 Gewaltdelikten.
Hinsichtlich Terrorgefahr seien die drei „am meisten gefährdeten Hauptbahnhöfe in Deutschland“ neben Bremen und Hamburg auch Nürnberg. Ein Ausbau der Videoüberwachung wurde bereits 2013 beschlossen, als Reaktion auf den Sprengsatzfund am Bonner Hauptbahnhof 2012.